# 菊水作戦

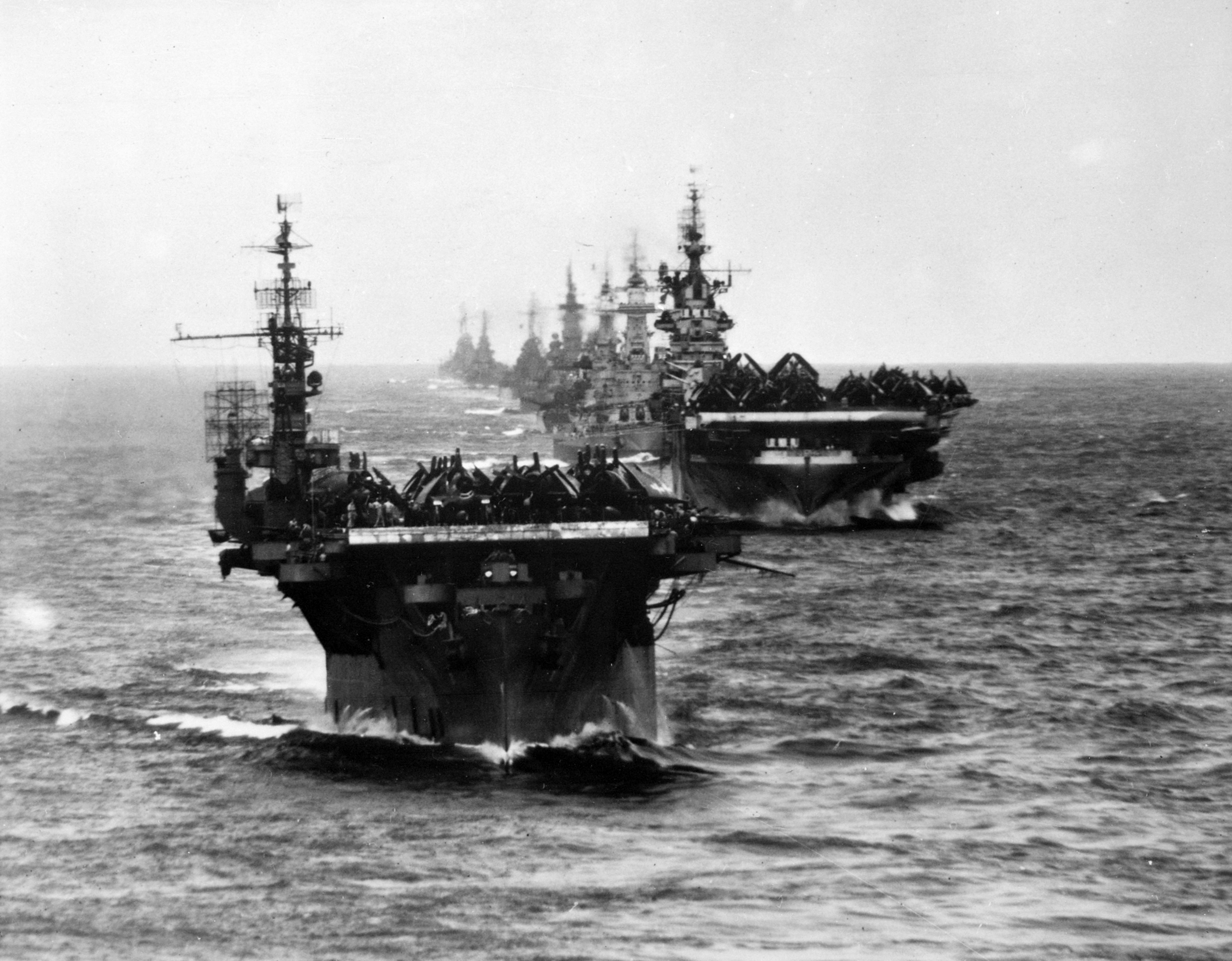
アメリカ海軍の高速空母部隊（第38任務部隊）、先頭は軽空母ラングレー

菊水作戦（きくすいさくせん）は、太平洋戦争末期の天号作戦中、沖縄に来攻する連合国軍に対し特攻攻撃を実施した日本海軍の作戦。作戦名の「菊水」は楠木正成の旗印に由来する。
第一機動基地航空部隊（第三航空艦隊、第五航空艦隊、第十航空艦隊）によって1945年4月6日の菊水一号作戦から6月22日の菊水十号作戦まで行われ、これらに策応し、海軍の第一航空艦隊や陸軍の第六航空軍、初期には第八飛行師団も総攻撃を行った。これらの作戦において、海軍機は940機、陸軍機は887機が特攻を実施し、海軍では2,045名、陸軍では1,022名が特攻により戦死したが、連合軍も約10,000名の兵士が死傷し、36隻の艦船を失い368隻が損傷するといった甚大な損害を被った。

## 経過

### 日本側の背景
1945年（昭和20年）3月24日に沖縄本島南部へ戦艦以下30隻のアメリカ軍艦船が現れ艦砲射撃を開始、また延べ600機にも上る艦載機による激しい空爆が行われた。そこで、大本営海軍部（軍令部、海軍航空本部）は、連合軍が沖縄に侵攻してきたと判断し天号作戦を下令、各航空艦隊に移動指示を行った。
この移動命令で九州への航空戦力の増強が進められて、海軍だけで4月1日時点で300機、この後も順次戦力増強が進み4月19日までに合計2,895機もの大量の作戦機が九州の各基地に進出する計画であった。さらに3月1日の大海指第510号「航空作戦ニ関スル陸海軍中央協定」により、陸軍飛行隊第6航空軍などが連合艦隊の指揮下に入っており、陸軍作戦機1,835機も順次知覧などの九州各基地に集結中で、日本軍は陸海軍協同でかつてない航空戦力で連合軍を迎え撃つ計画であった。
しかし、連合軍の急な侵攻を前に日本陸海軍の航空戦力集中は間に合わず、手元にある戦力での航空攻撃が断続的に行われることとなり、まずは3月26日に慶良間諸島に侵攻してきた連合軍艦隊に対して特攻が行われた。さらに4月1日に連合軍が沖縄本島に上陸すると、大本営では「昭和二十年度前期陸海軍戦備ニ関スル申合」により「陸海軍全機特攻化」を決定し、4月1日35機、2日44機、3日74機と特攻機を出撃させて、空母1隻大破、巡洋艦2隻撃沈などの華々しい大戦果を挙げたと報じられた。この戦果報告は過大であったが、実際にも輸送駆逐艦（高速輸送艦）ディカーソン撃沈、レイモンド・スプルーアンス提督が座乗していた第5艦隊の旗艦重巡インディアナポリス、 イギリス軍正規空母インディファティガブル、護衛空母ウェーク・アイランド が甚大な被害を受けて戦線離脱、戦艦ネバダとウェストバージニアを含む28隻が損傷し、合計約1,000名の死傷者を被るなど連合軍の損害は大きかった。しかしこの程度の損害では連合軍の上陸を阻止することはできなかった。

本来の天号作戦の作戦計画においては、連合国軍を上陸前、上陸時にできるだけ撃破し、敵殲滅の端緒を開くにありとしており、現地守備軍が飛行場を確保してわが航空部隊の敵船団攻撃を容易にすることを希望したが、日本陸軍は連合軍上陸の第一日に北、中両飛行場を放棄した。日本海軍は、両飛行場に基地航空部隊が進出すれば、沖縄の敵の制空権は強固なものとなって沖縄作戦遂行も不可能になるおそれがあると判断し、陸軍第三十二軍が攻勢に転じ両飛行場の奪還を図ることを要望した。しかし、現地軍はそれには敵機の封殺と敵艦砲射撃部隊の制圧を必要とするので、まず海軍が敵機動部隊および沖縄周辺の艦砲射撃部隊を撃滅されたいと要望した。
日本陸海軍は九州への航空戦力集中前で、本格的航空攻撃もできないまま、連合軍に沖縄本島への上陸を許し飛行場を占拠されてしまったため、4月3日に、軍令部、連合艦隊、現地部隊によって作戦協議を行なった。そこで、大本営が連合艦隊の航空攻撃の強化を求め、「航空部隊の全力を以て、戦局打開の一大決戦を決行する要あり」との結論に至り、これに基づき、第五航空艦隊長官宇垣纏中将は3日に作戦要領を発令した。本作戦は「菊水一号作戦」と呼称された。
4月10日ころには敵が両飛行場を使用し始めるであろうから、日本はそれ以前に敵に痛撃を与えて有利にしなければならず、4月4日、連合艦隊は海軍航空隊の全力と残存海上戦力を沖縄に投入し、沖縄守備軍とともに総攻撃を敢行することに決心し、4月5日を期して海軍航空兵力および連合艦隊指揮下の陸軍第六航空軍の全力をあげて沖縄への航空総攻撃を計画するとともに、策応して戦艦大和などによる海上特攻隊を沖縄に突入させることとなった。

### アメリカ側の対応
沖縄に侵攻してきたリッチモンド・K・ターナー提督の遠征部隊は、フィリピンの戦いで特攻により大きな損害を受けた教訓として、沖縄本島近海で作戦行動をとる主力艦隊や輸送艦隊を包み込むように、半径100㎞の巨大な円周上に、レーダーを装備したレーダーピケット艦を配置し早期警戒体制を整えることとし、その専門部隊として第51.5任務部隊（司令官フレデリック・ムースブラッガー代将）を編成した。同任務部隊は駆逐艦103隻を主力とする206隻の艦艇と36,422人の水兵で編成されている大規模なものであり、このなかで19隻の駆逐艦がレーダーピケット艦任務のために対空レーダーと通信機器が強化されて、専門の戦闘指揮・管制チームが配置された。各特別艦の戦闘指揮・管制チームは、上陸支援艦隊第51任務部隊司令官リッチモンド・K・ターナー中将が座乗する揚陸指揮艦エルドラドに設けられた戦闘指揮所（CIC）と連携し、第51任務部隊の護衛空母群や第58任務部隊の正規空母・軽空母群の艦載機及び陸軍や海兵隊の地上機による戦闘空中哨戒（CAP）の管制・指揮を行った。
レーダーピケット部隊は駆逐艦や高速輸送艦（輸送駆逐艦）1隻に対し、対空攻撃を満載した歩兵揚陸艇（LCI（G）, en）、掃海艇、駆潜艦などの小型艦2隻を最小単位として編成されており、随伴する小型艦は、駆逐艦が攻撃を受けた場合にその乗組員の救助などを任務とした。さらに、第58任務部隊や護衛空母艦隊周りに警戒駆逐艦を配備して早期警戒に当たらせるという、二重の警戒態勢を整えていた。また、4月8日にはアメリカ海兵隊所属の戦闘機89機が占領した読谷飛行場に進出して戦闘空中哨戒に加わり、翌週には144機に達し、14日からは夜間戦闘機による夜間哨戒も開始された。16日にアメリカ軍は伊江島を占領したが、その目的の一つは陸上にレーダーサイトを設置することにあった。

### 菊水一号作戦
「菊水一号作戦」・「第一次航空総攻撃」（4月6日 - 11日）

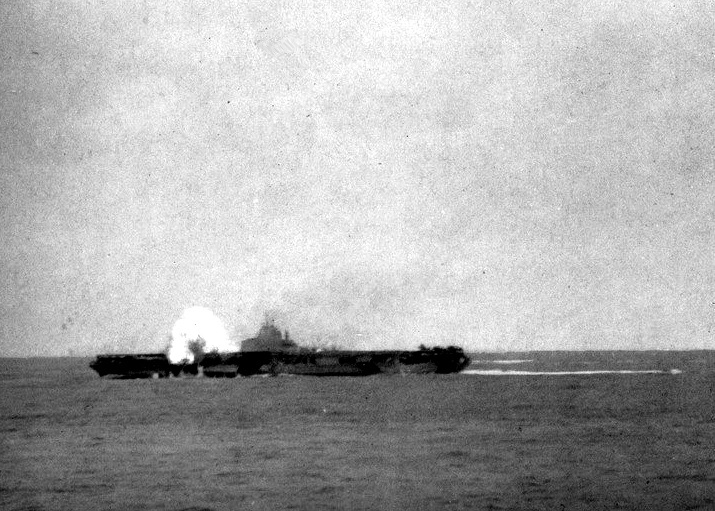
4月7日、空母ハンコックに特攻機が命中した瞬間

4月6日正午、海軍の作戦機は391機、陸軍は133機が九州と台湾の航空基地を飛び立った。うち特攻機は海軍215機、陸軍82機。だが、これまでのフィリピンでの作戦と比べて、特攻機には故障などで途中で引き返す機が増えていた。
それでも、海軍第一制空隊30機が囮となり、さらに陸軍の司偵が東シナ海上にチャフを散布してアメリカ軍の防空網の目をひきつけ、沖縄本島上空に隙を作った。これを衝いて、特攻機がアメリカ艦隊へ突入した。特攻機の未帰還機は海軍162機、陸軍50機に及び、341名が特攻により戦死した。
4月6日～7日未明にかけて、大量の特攻機とレーダーピケット艦の激しい戦いが1日中続いた。レーダーのスクリーンに多くの特攻機が映し出され、駆逐艦コルホーンの士官は「これは大変だ、何機いるだろうか」と叫んだが、40機の特攻機に僚艦の駆逐艦ブッシュと共に集中攻撃を受け、2隻とも2機ずつの命中と多数の至近弾を浴びて沈没、ブッシュの艦長兼第98駆逐艦隊司令J.S.ウィリス中佐以下多数の将官と将兵が戦死した。また、重砲の大口径砲弾7,600トンを満載したビクトリー型の弾薬輸送艦2隻も撃沈された状況下で、 第10軍は一時的な大口径重砲の弾薬不足に陥った
夕方になっても特攻機の勢いは衰えず、第54任務部隊（司令モートン・デヨ少将）の9隻の戦艦・巡洋艦と7隻の駆逐艦も特攻機による集中攻撃を受けている。戦艦などの主力艦外周3,500ｍに展開していた4隻の駆逐艦が攻撃され、駆逐艦ニューコムにたちまち4機の特攻機が命中し大火災となり、僚艦のロイツェ が消火のため接近したが、5機目の特攻機がニューコムに命中後にそのままニューコムの艦体を滑り、ロイツェの艦尾に再度命中し爆発したため、2隻とも再起不能となる深刻な損傷を負ってしまった。残りのハワース (駆逐艦)とハイマン (駆逐艦)も大破し、終戦まで復帰できなかった。
他にも、戦車揚陸艦1隻が特攻機の命中により沈没。空母サン・ジャシント以下18隻が大中破した。アメリカ軍の戦死・行方不明者は272名、戦傷者は264名に達した。翌4月7日には、空母ハンコックなどが損傷した。ハンコックは、戦艦大和以下の第1遊撃部隊（海上特攻隊。下述）に対する攻撃機部隊を出撃させた直後に、鹿屋基地から出撃した建武隊所属の爆装零戦と見られる特攻機1機の体当たりを受け、攻撃機部隊の帰投前に火災は鎮火させたが、損傷は深刻で修理のためにアメリカ本土へ回航され、沖縄戦には復帰できなかった。7日までのアメリカ軍の人的損害は、戦死466名・戦傷568名に上った。
6日15時、航空作戦と呼応して、大和以下の第二艦隊（司令長官：伊藤整一中将）第一遊撃部隊が山口県徳山市（現・周南市）沖の瀬戸内海を出撃した。しかし翌7日午後、大和はアメリカ海軍第58機動部隊の艦載機群につかまり撃沈された（坊ノ岬沖海戦）。日本艦隊が満足な直衛機を伴っていなかった点に関して、サミュエル・モリソン少将は日本軍は全戦闘機を特攻に振り向ける極めて悪い決断をしたと評しているが、日本海軍は第五航空艦隊司令部からの第二艦隊護衛任務の要請を、多数の零式艦上戦闘機を有する芙蓉部隊の指揮官美濃部正少佐が拒否したように、同じ海軍が第二艦隊の護衛に積極的ではなかったのに対し、第二艦隊の出撃を知らされた陸軍航空隊第6航空軍司令官菅原道大中将は、「（大和特攻の際に）南九州の第100飛行団が四式戦闘機疾風48機を投入して、奄美大島付近の制空権を一時的に掌握、協力する」と約束するなど協力的であり、約束通り、第100飛行団を主力とする陸軍航空隊の戦闘機41機が出撃、12：00から14：00にかけて制空戦闘をおこない10機が未帰還となっている。

日本側の航空攻撃は8日から11日までの間にも断続的に続けられ、その間に延べ200機余りの特攻機が出撃し、約100機が未帰還となった。11日の攻撃では、戦艦「ミズーリ」などが特攻機の命中により損傷し、空母エセックスが日本海軍機の急降下爆撃で至近弾により喫水線下の艦体に損傷を受けた。ただ、11日の特攻による被害は比較的軽度の損傷にとどまった。
しかし、空母エンタープライズは艦首に命中した特攻機の燃料や破片が飛行甲板上に散乱すると、飛行甲板上のF6Fヘルキャットが誘爆、すぐにヘルキャットを海中投棄したが、この損傷のためエンタープライズは2日間戦闘不能に陥った。

### 菊水二号作戦
「菊水二号作戦」・「第二次航空総攻撃」（4月12日 - 15日）

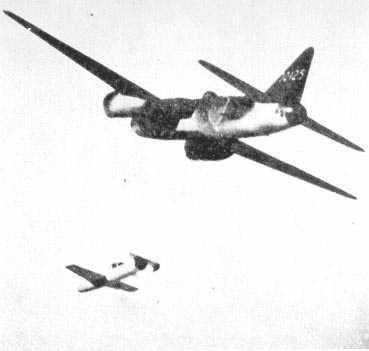
一式陸攻から分離される桜花

日本軍は続けてアメリカ軍へ打撃を与えるべく9日に「菊水二号作戦」と「第二次航空総攻撃」を発令したが、天候悪化により決行は先延ばしとなっていた。アメリカ軍は4月6日に捕虜とした日本軍搭乗員から、11日に菊水一号作戦と同等の航空戦力で攻撃が開始されるという情報を得ており、ミッチャーは、空母に搭載された艦載爆撃機の誘爆を防止するため航空燃料を抜き取り、艦載戦闘機は地上への攻撃任務を取りやめ特攻機迎撃のために待機させ、日本軍の攻撃に備えていた。
12日、作戦の決行が下令され、海軍の作戦機354機、陸軍の作戦機124機、うち特攻機として海軍103機、陸軍72機が出撃した。デヨの第54任務部隊が菊水一号作戦に続いて特攻機の目標となった。デヨが主力艦による地上への艦砲射撃を切り上げさせ、艦艇を集めたことにより、戦艦10隻、巡洋艦7隻と主力艦はかなりの数を揃えられたが、主力艦の外周を早期警戒するはずの駆逐艦は菊水一号作戦での損失で減少しており、わずか12隻しか集めることができず、各駆逐艦の対応可能機数を遥かに上回る機数が攻撃してきた。レーダーピケットラインについたカッシン・ヤングとパーディ (駆逐艦) と上陸支援艇の補助艦艇は30機以上の特攻機に攻撃され、LCS-36が撃沈され、カッシン・ヤングとパーディもたちまち大破してしまった。
主力艦隊中枢も特攻機の攻撃を受けた。アメリカ海軍はフィリピンで特攻に痛撃を浴びたため、徹底的に研究して沖縄戦に臨んでいたが、特攻が通常の航空攻撃に勝る点として下記を上げていた。
1. 特攻機は片道攻撃で帰還を考慮しないため、攻撃距離が長い。
2. 突っ込む直前まで操縦できるため、命中率が高い。
3. 特攻機パイロットは精神的に強靱である。
4. 特攻機は爆弾を積んでいなくても搭載している航空燃料で強力な焼夷弾になる。

デヨは特攻隊員に対し、「（特攻隊員の任務は）ミサイルを誘導することである。彼はミサイルの生きている部品であり、その結果ミサイルと彼自身とはほんの僅かばかりの生存の可能性もなく、仮借ない鋼鉄を破壊するために突入することになる」と憐憫の情を抱きながらも、特攻の利点を理解の上「特攻機はすべて目標に到達しないうちに、命中弾をあたえて操縦不能にしなければならない。さもないと、我々が支払を余儀なくされる対価は、パイロット1人と航空機1機の価格の何倍にもなるだろう」と特攻機突入前の確実な撃破を指示したが、デヨの旗艦テネシーの護衛をしていたゼラース (駆逐艦)の艦橋に特攻機が命中し大破すると、テネシーにも九九式艦上爆撃機が命中し、爆弾が甲板を貫通、艦内通路内で爆発し大火災を生じさせたため、23人の戦死者と176名の負傷者（内33名は重体）が生じた。

12日の出撃には「桜花」8機が参加していた。桜花は1945年3月21日の野中五郎少佐率いる第1回目の桜花部隊全滅の教訓により、敵の迎撃の目をくらますために、8機は散開して、別々の方向から目標に接近することとしている。三浦北太郎少尉が機長の一式陸上攻撃機から射出された土肥三郎中尉搭乗の桜花は、駆逐艦マナート・L・エベール に命中、同艦は真っ二つになるとわずか3分で海中に没し、桜花の威力を見せつけた。
別のレーダーピケットポイントで警戒任務に当たっていたジェファーズ (掃海駆逐艦)は50ヤード（約45ｍ）離れた位置で爆発した桜花の衝撃で甚大な損傷を被り、修理のために後退した。またスタンリーは艦首に桜花が命中したが、駆逐艦の装甲が薄すぎたため、桜花はそのまま貫通し、海上で爆発した。それでもスタンリーは甚大な損傷を被り、ジェファーズと同様に修理のため後退した。
13日以降も小規模な出撃が行われ、戦艦ニューヨークなどに損傷を与えた。
この頃には沖縄本島のアメリカ軍飛行場から出撃してくるアメリカ軍戦闘機が特攻機の大きな障害となりつつあり、日本軍は空陸から飛行場への攻撃も強化した。4月12日、陸軍の独立重砲兵第百大隊第二中隊の八九式十五糎加農砲2門が、嘉手納飛行場を砲撃し大火柱を生じさせ、陸軍飛行隊は、サイパン基地爆撃で武功賞を受賞した涌谷良治中尉や木村大八少尉の所属する飛行第110戦隊と飛行第60戦隊の四式重爆撃機8機を沖縄本島上のアメリカ軍飛行場の爆撃に出撃させた。歴戦の両戦隊は、太陽も上がった早朝に大型の重爆で果敢にも低空爆撃を行って、地上機4機炎上、1機爆砕、直径100m高さ300mの大爆発を含む爆発3か所、火災3か所の戦果を挙げた。一方海軍も、艦船攻撃で戦果を挙げることができなかった芙蓉部隊を夜間の飛行場攻撃に出撃させたが、歴戦の陸軍重爆隊に比べて敵飛行場攻撃に慣れない芙蓉部隊は散々な目にあい、夜間にもかかわらず芙蓉部隊の接近は察知されていて、待ち構えていた夜間戦闘機に、芙蓉部隊機は飛行場を近づくことすらできず次々と撃墜され、出撃した11機中9機が未帰還となったが戦果はなかった。

### 菊水三号作戦
「菊水三号作戦」・「第三次航空総攻撃」（4月16日 - 17日）

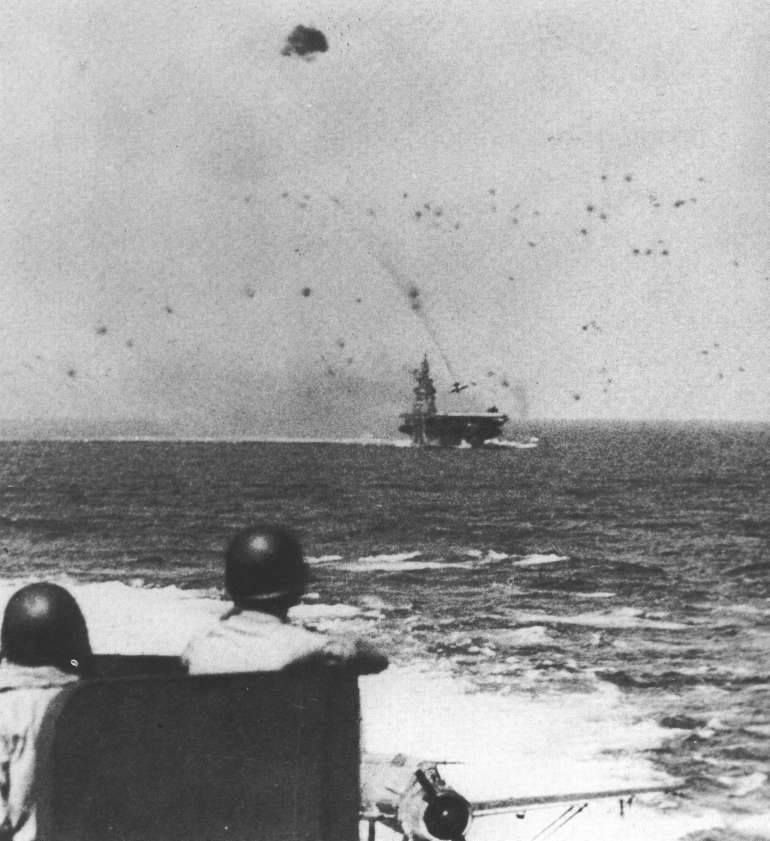
正規空母イントレピットに特攻機（零戦52型）が命中する瞬間

4月16日「菊水三号作戦」と「第三次航空総攻撃」が発令され、海軍は最大規模の出撃を敢行した。この日海軍は作戦機415機、陸軍は92機を投入。うち特攻機は海軍176機、陸軍52機であった。この頃には既に陸軍の特攻機は実用機が不足し、旧式の九七戦や練習機を投入し始めていた。
海軍の零戦52型1機が、フィリピン戦中の1944年11月25日に特攻により大破し、1945年2月中旬に修理を終えて艦隊に復帰したばかりの空母イントレピッドに命中した。零戦はほぼ垂直に命中したため、飛行甲板を貫通しハンガーデッキで火災を起こさせ、9名の戦死・行方不明者と21名の負傷者が出た。火災は3時間後に鎮火したが、損傷は深刻で修理のためにアメリカ本国に後退し、任務に復帰できたのは1945年8月の終戦直前になった。イントレピッドは沖縄戦直前の九州沖航空戦中に、撃墜した特攻機（アメリカ軍公式記録ではBettyこと一式陸上攻撃機）の破片や燃料で火災が発生し、艦載機2機が炎上するという被害も被っており、フィリピンでの2回を含めると合計4回特攻により被害を受けた艦になった。特攻被害修理のため乾ドックに入っている期間が長かったので、イントレピッドは "the Dry I"(ドライアイの語呂合わせ）や"Decrepit" （よぼよぼやガタガタという意味）というあだ名を付けられていた。
今回も、特攻機と一番激しく戦ったのはレーダーピケットラインの駆逐艦であり、駆逐艦プリングルが撃沈され、ブライアント (駆逐艦)、ボワーズ (護衛駆逐艦)、ハーディング (掃海駆逐艦)も深刻な損傷を被った。ラフィーは1隻で22機の特攻機と80分間に渡って戦い、特攻機8機に命中され9機を撃墜している（本艦戦闘記録による）。しかし、命中の殆どが艦尾に集中したため、戦死者31名、負傷72名という大きな人的損失を被りはしたが、致命的な損傷は受けずに沈没しなかった。菊水作戦中に特攻機はしばしば、甚大な損傷を負ったレーダーピケット艦にに攻撃を執拗に繰り返して無駄に戦力を消耗する失敗を犯している。
第5艦隊司令 レイモンド・スプルーアンス提督は高速空母部隊を北上させて、九州の特攻機基地の攻撃を命じた。第58任務部隊は4月15日と16日に艦載機により鹿児島の各飛行場を攻撃し、2日で55機以上の特攻機を撃破したと報告しているが、実際に破壊されたのは15日10機程度、16日は若干数に過ぎず、艦載機の爆撃により特攻の出撃が減衰することはなかった。スプルーアンスは、後にこの時の状況を振り返って「もし我が方の作戦計画で沖縄北方にある島の幾つかを占領し、ここにレーダーと戦闘機の指揮所を設けるようにしていたならば、沖縄の北方で警戒に当たっていた小型艦艇の多くが損傷を受け、あるいは撃沈されるようなことは免れえたであろうと思った。しかし、沖縄に対する作戦計画を作成していたとき、日本軍の特攻機がこのような大きな脅威になろうとは誰も考えていなかった。」と述べている。

### 菊水四号作戦
「菊水四号作戦」・「第四次・第五次航空総攻撃」（4月21日 - 29日）

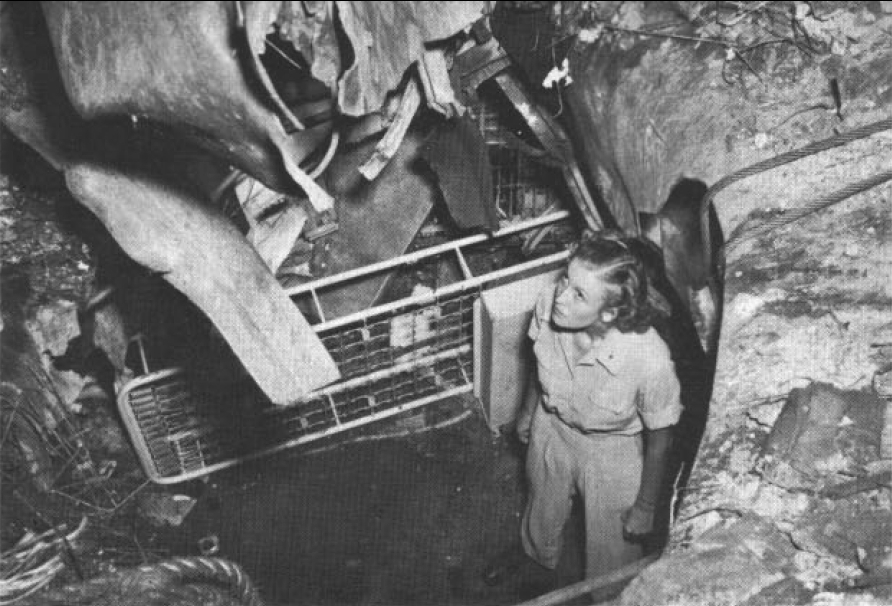
特攻で大破した病院船コンフォートの損傷個所を見上げる従軍看護婦

特攻に苦しむスプルーアンスは、「敵軍の自殺航空攻撃の技量と効果および艦艇の損失と被害の割合がきわめて高いので、今後の攻撃を阻止するため、利用可能なあらゆる手段を採用すべきである。第20空軍を含む、投入可能な全航空機をもって、九州の飛行場にたいして、実施可能なあらゆる攻撃を加えるよう意見具申する」とニミッツに報告した。

ニミッツはこの報告を受け即座に、アメリカ陸軍に戦略爆撃機B-29で特攻機の出撃基地となっている南九州の日本軍飛行場を攻撃するよう要請している。1945年2月～4月初旬まで、3月10日の東京大空襲など、大阪、神戸、名古屋などの大都市圏の戦略爆撃に集中していた第20空軍は、既に菊水一号作戦直後の4月8日から鹿児島県内の飛行場攻撃に一部のB-29を振り向けていたが、海軍の要請を受け入れた第21爆撃集団司令官カーチス・ルメイ少将は、菊水三号作戦直後の4月18日から5月初旬までの1か月弱に渡って、大都市圏の戦略爆撃を一時中止させた。この間、南九州の各飛行場および東京・昭和町（現・昭島市）にあった陸軍航空工廠への爆撃にB-29を集中し、その延べ機数は合計で2,000機にも達した。
B-29と艦載機により激しい爆撃を受けながらも、日本軍は菊水四号作戦を発動、4月20日から22日にかけ、海軍は作戦機258機、うち特攻機26機を投入。特攻機の未帰還は3機であった。陸軍も作戦機11機を投入した。23日から26日の攻撃は低調に終わったが、27日から30日にかけて海軍は再び全力を動員し、陸海軍作戦機587機、うち特攻機100機を投入、特攻機59機が未帰還となった。これらの攻撃で掃海艦スワロー、上陸支援艇LCS-15、7,000トンの弾薬を満載した弾薬輸送艦カナダ・ビクトリーを撃沈し、駆逐艦ヘールズウッド、ハッガード、ベニオンなどに損傷を与えたほか、病院船のコンフォートは夜間照明を行っていたにもかかわらず特攻機の突入を受け、陸軍看護婦6名を含む39名が死亡、52名が負傷した。
4月が終わって連合軍艦隊は特攻を主とする日本軍の攻撃に大損害を被ったが、その中でもレーダーピケット専門部隊である第51.5任務部隊は攻撃の矢面に立たされたため悲惨な状況であった。駆逐艦4隻が沈没、16隻が撃破され、支援艦も2隻が沈没し9隻が撃破され、駆逐艦と支援艦の撃破された艦のなかには再起不能の重篤な損傷を被ったものもあった。また艦隊の兵士416人が戦死し529人が負傷した。兵士たちは疲労困憊していたが、昼夜を問わず総員配置が常に発令され、1日24時間、死の淵に立たされ続けて極度の緊張を感じ心身ともに衰弱していった。兵士たちは4月中に1回も着替えることすらできず、慢性的な睡眠不足で黙って立っているとそのまま眠ってしまうので、各兵士はそれぞれ眠らないように工夫をこらさなければならなかった。そしてこの状況がいつまで続くのかも全く見通すことができなかった。

### 菊水五号作戦
「菊水五号作戦」・「第六次航空総攻撃」（5月3日 - 9日）

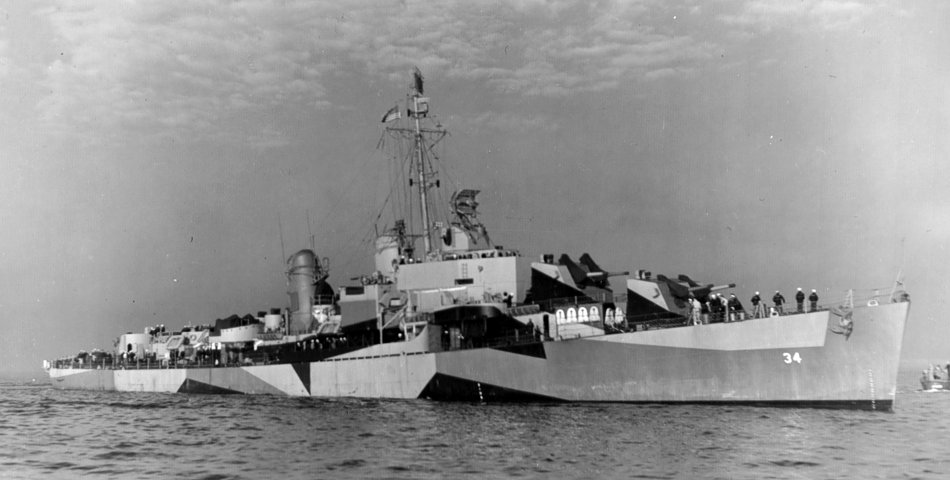
特攻で大破する前の掃海駆逐艦アーロン・ワード（1944年11月17日）

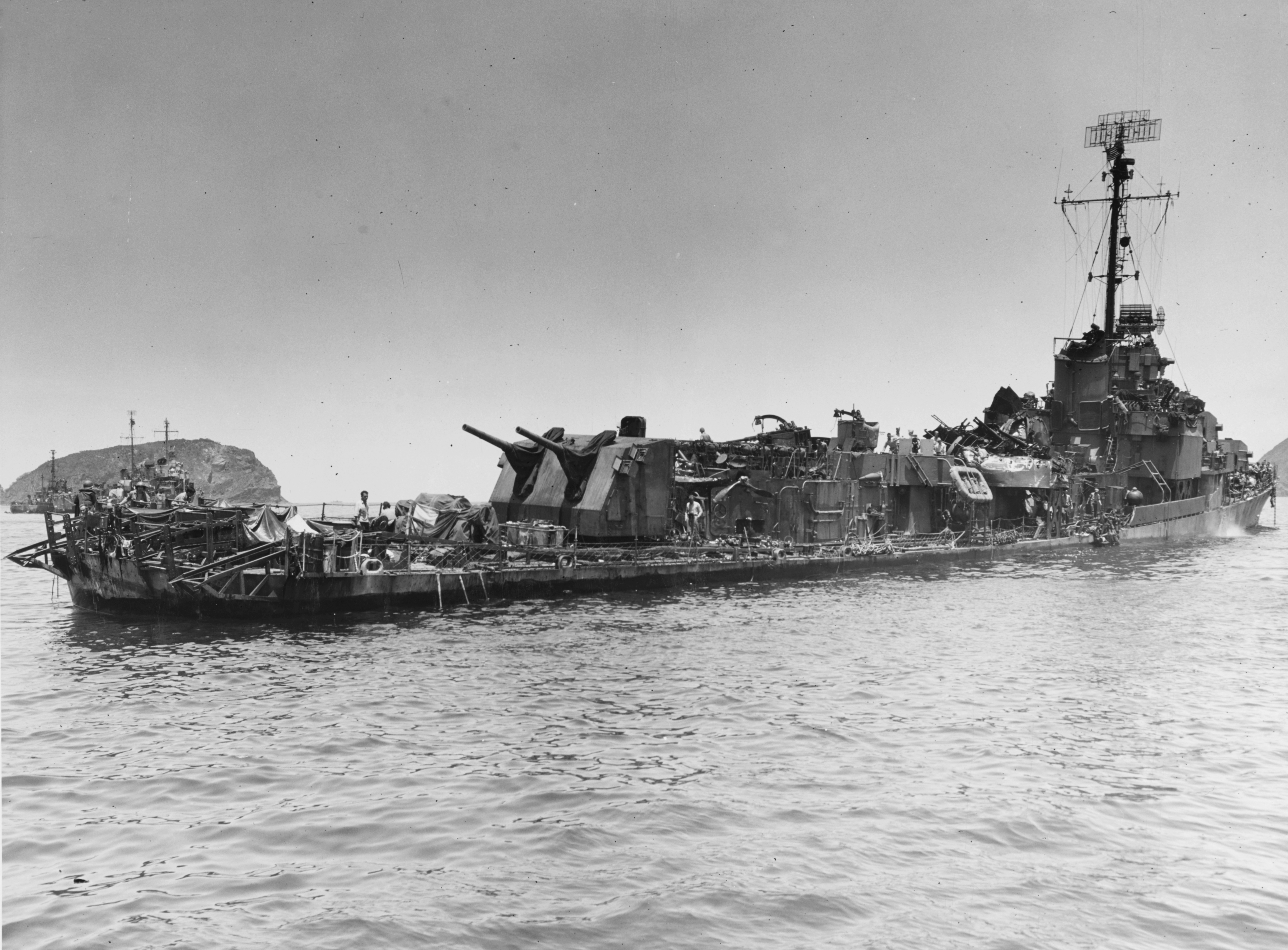
特攻機の集中攻撃で大破したアーロン・ワード（1945年5月5日）

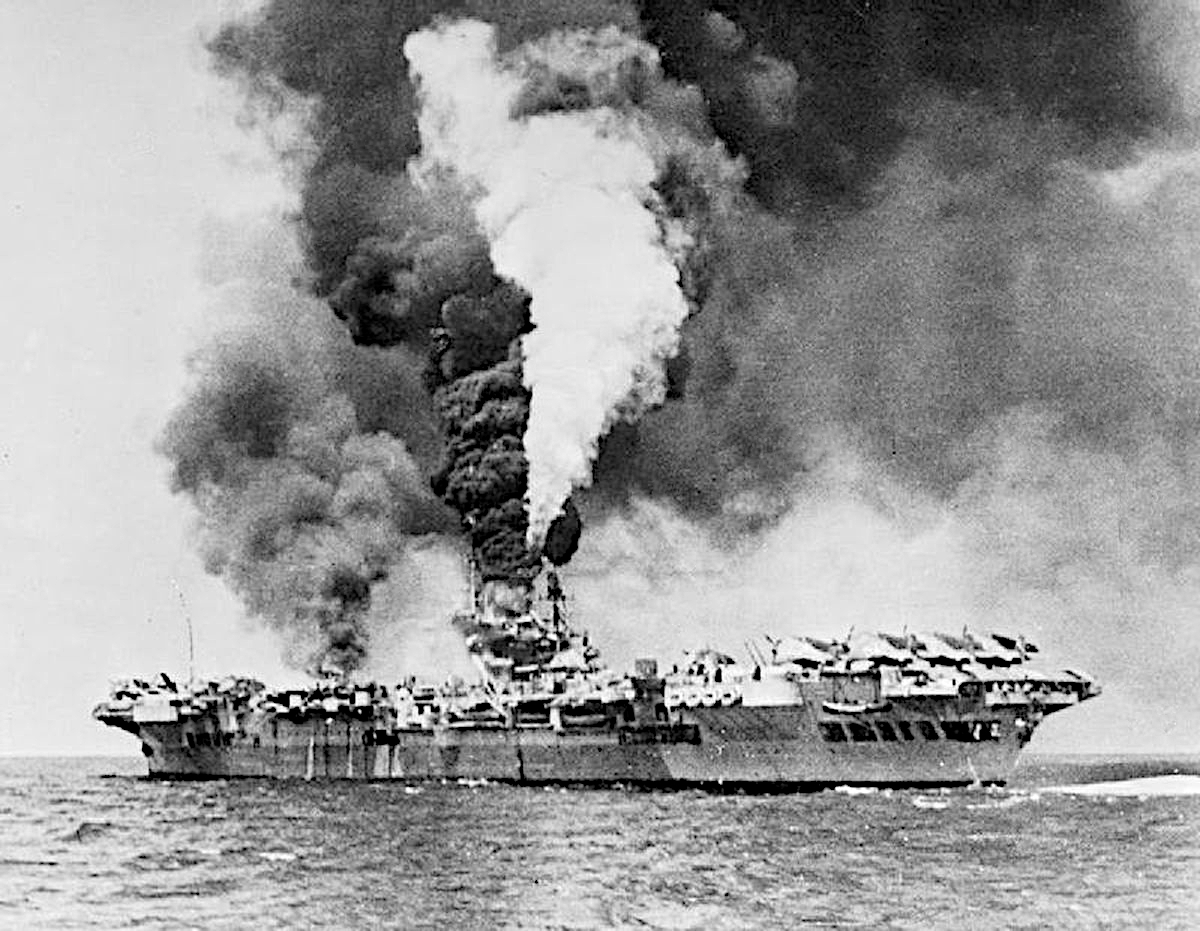
特攻により炎上する空母フォーミダブル（1945年5月9日）

5月3日、沖縄本島の第32軍は高級参謀八原博通の反対にもかかわらず、司令官牛島満中将の決断により総攻撃を開始した。宇垣はその援護のため、九州及び台湾の陸海軍全航空戦力を投入することを決定し、同日「菊水五号作戦」と「第六次航空総攻撃」が発令された。海軍は1日から4日にかけて、作戦機449機、うち特攻機160機を投入した。特攻や銀河や天山による艦船攻撃の他にも、海軍陸攻や陸軍重爆によるアメリカ軍物資集積基地の爆撃も行われた。
5月3日には、特攻機はレーダーピケットラインを攻撃し、アーロン・ワード (掃海駆逐艦)が菊水三号作戦時のラッフェイと同じように、25機の特攻機と1時間に渡って激戦を繰り広げて、3機の特攻機と1発の爆弾の命中で、機関が停止し航行不能となり、喫水線付近まで浸水する甚大な損害を受けた。リトル（駆逐艦）が救援に駆けつけると、特攻機は瀕死のアーロン・ワードを無視しリトルを攻撃した。特攻機3機がほぼ同時にリトルに命中し、大爆発を起こすとわずか12分で轟沈した。その手際に驚いたリトルの生存者は、公式戦闘記録に「1機は垂直急降下、1機は低高度水平攻撃、1機はすーっと滑り込んできた。そのような共同攻撃が実施可能とは、殆ど信じ難いが、事実はその通りであった。」と記述している。特攻機はさらにこの2艦の生存者を救出に来た中型揚陸艦LSM(R)-195も撃沈している。
5月4日には、特攻機の攻撃はさらに激しくなった。ピケットラインを突破し、輸送艦隊を攻撃しようとした1機は、集中砲火を浴びると、目標を軽巡洋艦バーミングハムに定め、第2砲塔に突っ込んだ。特攻機は3枚の甲板を貫通すると、艦内病室まで達して爆発し艦を大破させ、90名の死傷者を出した。バーミングハムは菊水二号作戦で旗艦テネシーが損傷した後、第54任務部隊の旗艦となり司令のデヨが座乗していた。バーミングハムが特攻を受けた時デヨはシャワー室でシャワーを浴びている最中で、負傷はしなかったが、慌てて着替えて命中箇所を見に行くと、Oscar（一式戦のこと）とほぼ同じ形状の穴が開いているのを見ている。デヨは2回続けて旗艦を特攻により損傷させられることとなったが、スプルーアンスとミッチャーも後に同じ目にあっている。またサンガモン(護衛空母）にも1機が命中し、21機の艦載機が全焼、艦橋とレーダーも破壊し、再起不能となる損傷を被った。
3日に続いて、ピケットラインでも激しい戦闘がおこなわれた。昨日轟沈したリトルの時のように、ルース（駆逐艦）にもほぼ同時に2機の特攻機が命中した後わずか4分で転覆しその30秒後に沈没した。さらに沈没30秒後に水中爆発を起こしたため、死傷者は艦長を含めて244名にも上り、無傷で救出されたのは93人に過ぎなかった。ルースの乗組士官はこの戦闘結果について「断固たる決意を秘めた自殺機の攻撃を阻止することが、事実上不可能なことを示している」と報告している。モリソンにも2機の零戦が同時に垂直降下で向かってきたが、内1機を撃墜、残りの1機が前部煙突の付け根に命中し第1ボイラーと艦橋の一部を破壊した。その後に複葉双発の水上機（そのような機体は日本軍にはないので同じ複葉水上機の九四式水上偵察機の可能性が高い）がF4Uコルセアの迎撃をかわすと、モリソンの航跡の上に一旦着水、航跡の上を滑走しながらモリソンを追尾し、離水するとそのまま超低空で砲塔に突入し、火薬庫を誘爆させた。モリソンは8分間で轟沈し死傷者255名にも上り、無事だったのは、誘爆で海中に投げ出された71名に過ぎなかった。
4月12日以降は戦果を挙げていなかった桜花も、5月4日にレーダーピケットラインへの攻撃に成功している。4機の桜花が射出され、1機がシェイ (掃海駆逐艦)に命中し、艦内の至る所を破壊しながら進んだが艦内では爆発することなく、スタンリーの時と同様に反対側に突き抜け海上で爆発した。そのため沈没は免れたが、損傷は甚大であり、修理は1946年まで長期間に及んだ。他2隻の駆逐艦が至近海面に墜落した桜花の爆発や破片で損傷を負っている。
特攻は相応の戦果を挙げたものの、第32軍の総攻撃は大損害を受けて失敗に終わり、5日には攻撃が中止された。5日以降、少数の特攻機による散発的な攻撃の中で、9日には、イギリス海軍の空母インドミタブル、ヴィクトリアス、フォーミダブルとに損傷を与えている。ただ、イギリスの空母は飛行甲板が厚い装甲板で覆われていたため、特攻機に対して防御力は高く、いずれの艦も致命傷には及ばなかった。

### 菊水六号作戦
「菊水六号作戦」・「第七次航空総攻撃」（5月11日 - 14日）

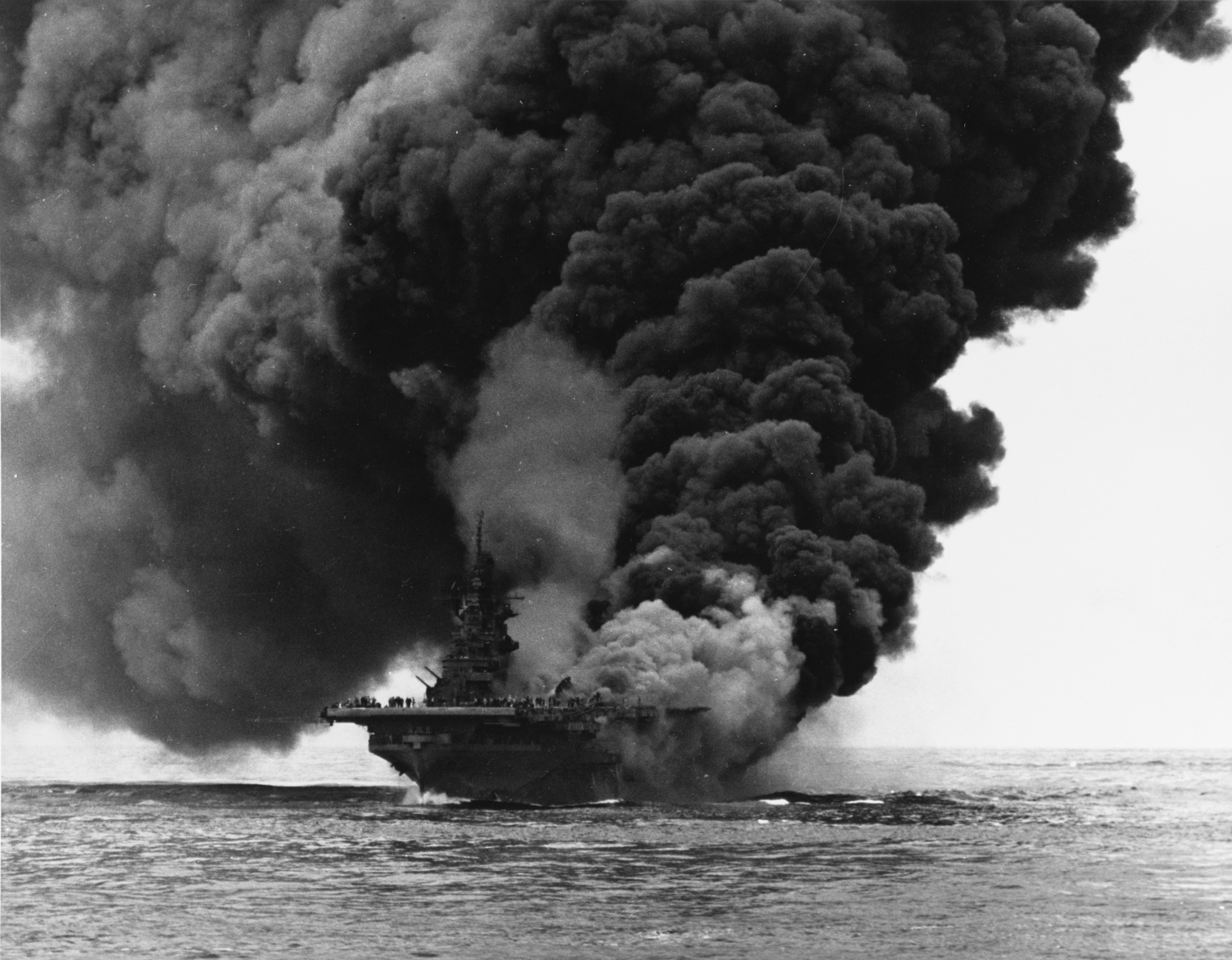
5月11日、空母バンカーヒル大破

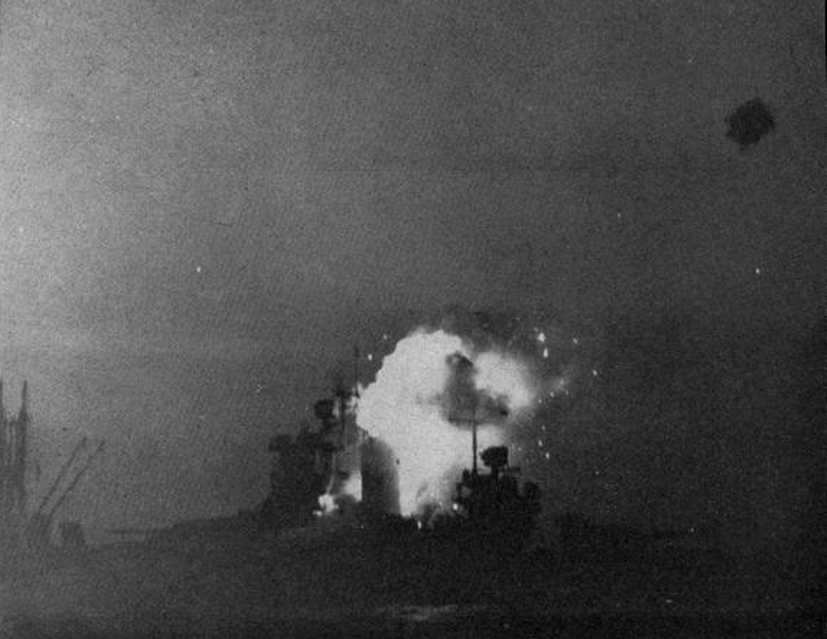
5月12日、戦艦ニューメキシコに特攻機が命中した瞬間

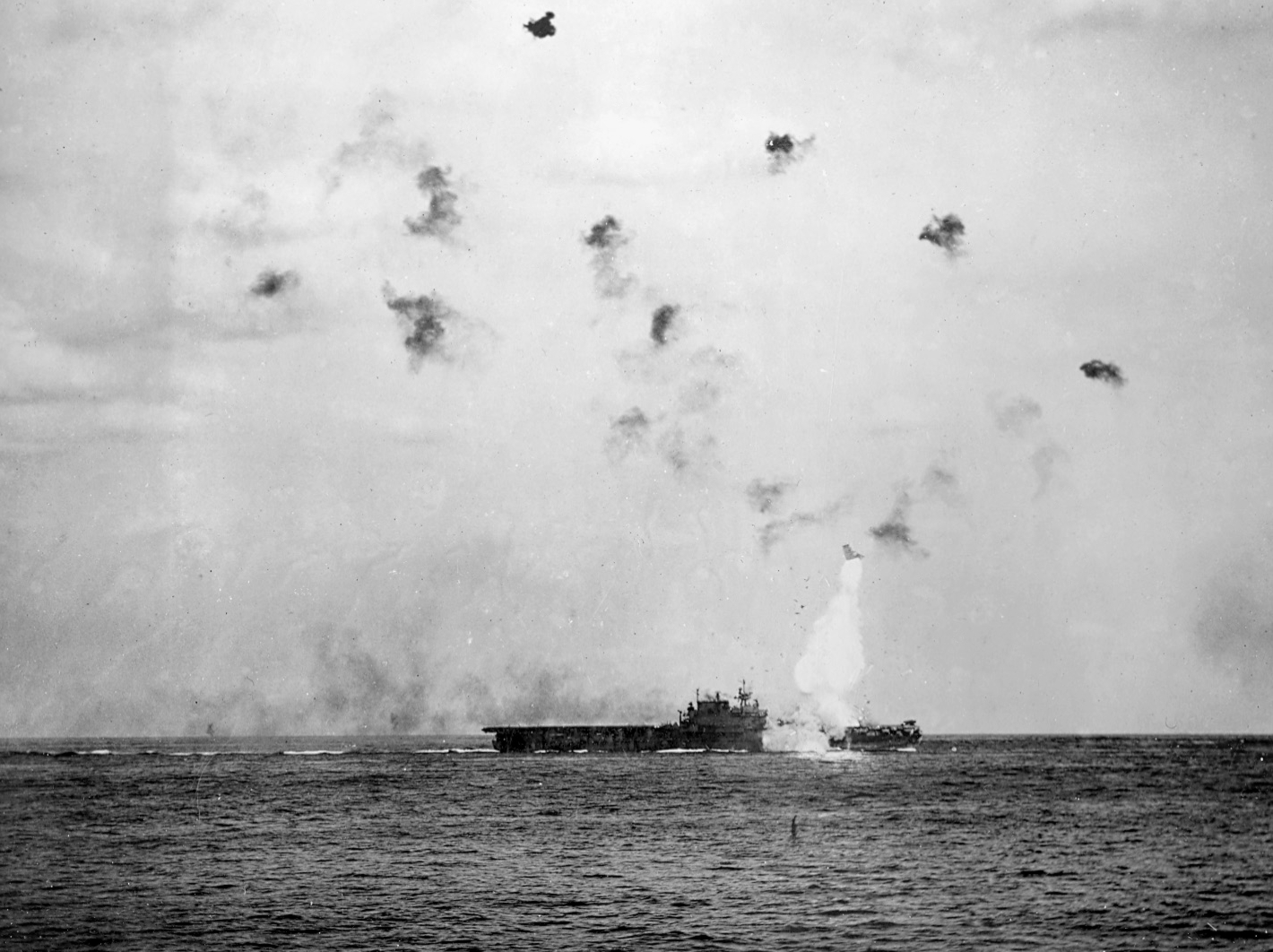
5月14日、空母エンタープライズ大破

11日、「菊水六号作戦」と「第七次航空総攻撃」が発令され、海軍は8日から11日にかけて作戦機345機、うち特攻機86機を投入、12日から15日にかけても作戦機237機、うち特攻機47機を投入した。特攻機の未帰還はあわせて95機であった。陸軍も作戦機80機、うち特攻機35機を投入した。
いつものようにピケットライン対特攻の激戦が繰り広げられたが、レーダーピケットポイント№15に配置されていたヒュー・W・ハドレイとエヴァンズは、F4Uコルセアの迎撃を掻い潜った50機の特攻機と4機の桜花の同時攻撃を受けた。特にヒュー・W・ハドレイは3機の特攻が命中した後に桜花が命中し、沈没は避けられないと判断したB.J.マレイニ艦長は総員退艦を命じたが、艦内に残った最小限の兵員による神業的なダメージコントロールで沈没は逃れた。しかし、修理が可能なレベルの損傷ではなかったので、そのままスクラップとなった。これが桜花による最後の戦果となった。僚艦のエヴァンスも4機の特攻機が命中大破し、ヒュー・W・ハドレイと同じように廃艦となった。

レーダーピケットラインを突破した特攻機が、高速空母隊の攻撃に成功している。11日、第58任務部隊の旗艦である空母「バンカーヒル」では、司令のミッチャーが艦載機の発艦の様子を幕僚と一緒に見守っていたが、レーダーは敵影を捉えておらず、油断していた。その時、水面近くを巧みな低空飛行で接近してきた零戦（安則盛三中尉操縦）が、直前で急上昇すると、飛行甲板上に250㎏爆弾を投下し、そのまま、発艦準備中の34機の艦載機が並んでいる真ん中に突っ込んだ。爆弾はバンカー・ヒルの飛行甲板と舷側を貫通した後、海面上で爆発したが、突入した零戦により発生した火災で、燃料を満載していた艦載機が次々と誘爆を始めた。その後に小川清少尉の操縦する零戦（アメリカ軍公式記録では彗星）が、殆ど垂直に近い大角度降下で艦尾から接近してきて、250kg爆弾を投下後に飛行甲板後部に突入した。零戦が突入した箇所はミッチャーが幕僚らといた場所と30ｍしか離れておらず、ミッチャーは無事だったが、第58任務部隊の幕僚13人が戦死し、艦後部にある控室で待機していた戦闘機パイロットの多くが煙による一酸化炭素中毒で窒息死している。火災は艦全体を焼き尽くし、艦は操縦不能に陥ったが、ジョージ.A.サイツ艦長の的確なダメージコントロールによりかろうじて沈没は逃れた。ただし戦死者行方不明者402名、負傷者264名と特攻により単艦で生じた最多の死傷者を被ったうえ、修理のため、アメリカ本国のピュージェット・サウンド海軍造船所に回航されたが、同造船所で修理した艦船の中では史上最悪の状況で、修理は終戦までには完了しなかった。
第5艦隊の旗艦重巡洋艦インディアナポリスは、菊水作戦発令前の1945年3月31日に特攻により損傷し、修理のためにアメリカ本土に回航されていたため、臨時旗艦となっていた戦艦ニューメキシコが、慶良間列島で弾薬や食糧の補給を受けていた5月12日の19時ごろに、2機の特攻機が急降下してきた。不意を突かれたニューメキシコは激しい対空弾幕でその内の1機を撃墜したが、残る1機が右舷側の煙突基部と砲台甲板に突入し大火災を起こさせた。突入した機体はニューメキシコ艦内に残された機体破片により、誠第120飛行隊の荻野光雄軍曹か東局一文伍長の四式戦闘機「疾風」と判明している。ニューメキシコには第5艦隊司令スプルーアンスが座乗しており、混乱の中で一時行方不明になったが、後ほど幕僚らが、兵士と一緒にホースを持って消火活動をしているスプルーアンスを発見し、胸をなで下ろした。ニューメキシコでは50名の戦死者と100名以上の負傷者が出たが、第54任務部隊のデヨと同様にスプルーアンスも2隻に渡って旗艦を特攻で大破させられることとなった。

5月13日、バンカーヒルの脱落により旗艦を空母エンタープライズへ移した第58任務部隊司令ミッチャーは、これ以上の特攻機による艦艇の損失を防ぐため、高速空母部隊を北上させ、艦載機による鹿児島の特攻機基地攻撃を行った。日本軍はその反撃として、13日夜間に雷撃機十数機、5月14日5時30分頃、第十一建武隊、第八七生隊、第六神剣隊、第六筑波隊より500㎏爆弾を搭載した零戦の爆戦26機が出撃。そのうち20機が迎撃機によって撃墜され、残る爆戦6機が第58任務部隊を発見し突入した。が、6機中5機が対空砲火で撃墜された。残る1機の富安俊助中尉操縦の零戦が、エンタープライズに雲を利用しながら巧みに接近し雲中から様子をうかがっていたが、エンタープライズが左に変針したのを確認すると、雲底から突如として現れ、横滑りを駆使しつつ、曲技飛行のスプリットSのマニューバで背面飛行のまま40～50度の急角度で急降下し飛行甲板上の前部エレベーターに突入した。500㎏爆弾は5層の甲板を貫通し最下層で炸裂し、前部エレベーターの残骸は空中130mに吹き上げられた。火災も発生したが弾薬や燃料の誘爆はなかったので13分後に鎮火した。しかし、エレベーター部分に大穴があき、飛行甲板は歪み、もはや飛行機の発着は不可能な程の深刻なダメージを被った為、16日に修理のためにアメリカに回航されそのまま終戦まで復帰することはなかった。ミッチャーもスプルーアンスやデヨと同様に2隻に渡って旗艦を特攻で破壊されることとなり、旗艦を空母ランドルフへ移さざるを得なくなった。

### 菊水七号作戦
「菊水七号作戦」・「第八次航空総攻撃」（5月24日 - 27日）

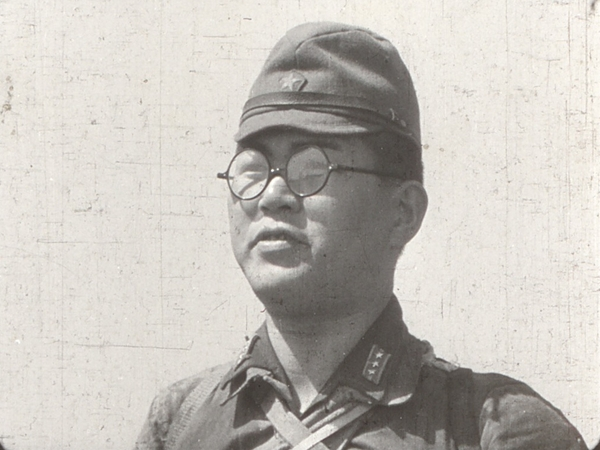
義烈空挺隊指揮官、奥山道郎大尉

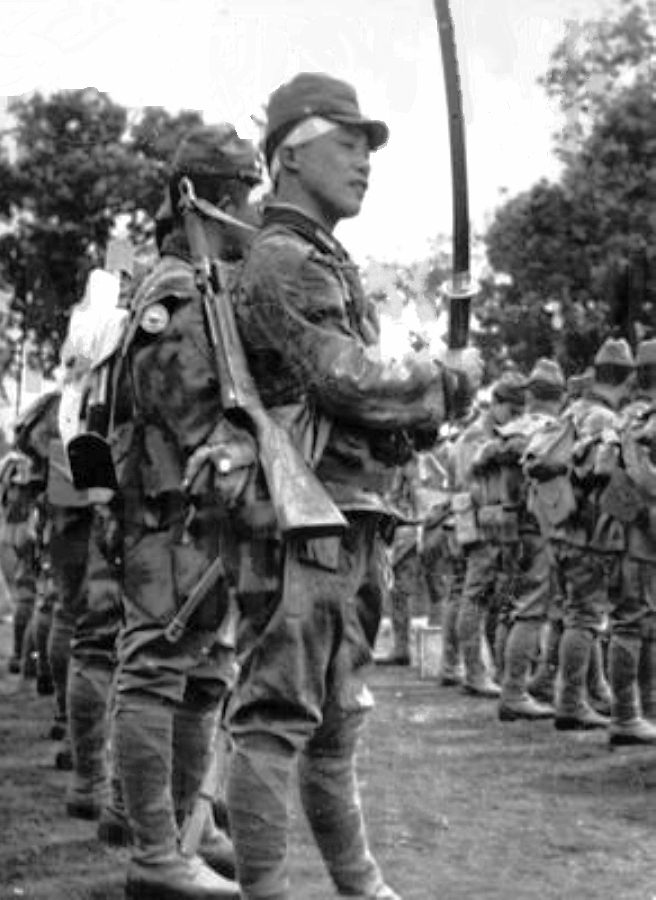
義烈空挺隊員、軍刀を持っている隊員の装備は一〇〇式機関短銃

1945年5月22日、戦線崩壊の危機に直面していた第32軍は、このまま首里陣地で玉砕するか、南部に撤退しさらなる持久戦を続けるか、今後の作戦方針を協議する会議を軍参謀と師団・旅団参謀を集めて開催したが、会議の結果、南部撤退案が軍の方針となり25日から移動開始と決められた。同日に「菊水七号作戦」と「第八次航空総攻撃」が開始される予定であったが、天候不順により2日延期され5月24日の発令となった。この頃になると海軍でも実用機が欠乏し、練習機「白菊」を特攻機として投入している。宇垣は白菊の特攻初出撃を直々に見送っているが、燃料を満載し爆弾を搭載した白菊の速度は遅く、ピケットラインに突入した白菊から、アメリカ軍駆逐艦が85～90ノット（166㎞/ｈ）で追いかけられているといったアメリカ軍の無線を聞いた宇垣は「夜間は兎も角昼間敵戦闘機に会して一たまりもなき情なき事なり・・・数あれど之に大なる期待はかけ難し。」と厳しい評価を下し、夜間や黎明に限定して投入することとしている。この用兵が功を奏し、白菊はこの後、戦果を挙げていくこととなった。

特攻を支援するため、5月24日には義烈空挺隊による沖縄本島の飛行場への空挺奇襲作戦（義号作戦）が実施された。義烈空挺隊はサイパン島のB-29破壊に投入される計画で、隊長の奥山道郎大尉以下猛訓練を積んでいたが、その後沖縄に投入するため1945年5月2日に第6航空軍の指揮下に編入されていた。12機の九七式重爆撃機が敵飛行場に強行着陸し、搭乗している120名の空挺隊員と重爆の搭乗員32名が軽機関銃、短機関銃、小銃、手榴弾、九九式破甲爆雷などの装備により地上で敵機を撃破し、飛行場を一時使用不能とし、特攻による艦船攻撃を援護するという作戦だった
義烈空挺隊突入の露払いとして、陸海軍の爆撃機によるアメリカ軍飛行場への夜間攻撃がおこなわれた。爆撃機は時限信管式の爆弾を使用している。5月24日中の日本軍による飛行場空襲は6回を数えていたが、7回目となる5月24日の22時に、5機の九七式重爆撃機が読谷飛行場に低空飛行で突入してきた。アメリカ軍の激しい対空砲火に4機が撃墜されたが、残り1機が滑走路上に胴体着陸に成功した。機体の中から10名～11名の完全武装の空挺隊員が飛び出してくると、滑走路上の航空機に手榴弾や爆雷を投げつけ、アメリカ軍守備隊と激しい銃撃戦を行ない、読谷飛行場を地獄さながらの混乱に追い込んだ。空挺部隊は全員戦死したが、アメリカ軍も20名が死傷し、33機の航空機が完全撃破か損傷を受け、ドラム缶600本70,000ガロンの航空燃料が焼失した。日本軍は伊江島の飛行場も爆撃したが、ここでも60名のアメリカ兵が死傷している。
5月23日から27日にかけて海軍は作戦機387機、うち特攻機107機を投入、陸軍は作戦機174機、うち特攻機61機を投入した。5月24日の義烈空挺隊と飛行場への夜間攻撃はアメリカ軍飛行場に少なくない損害を与えたが、海軍はこれまで沖縄の飛行場を攻撃してきた夜間戦闘機隊芙蓉部隊が、慰労会や酒宴を開催しており攻撃に参加していないなど、初めから陸海軍連携の足並みは揃ってなかった。また、5月24日から天候が崩れ、出撃しても帰還する特攻機が相次いで折角の義烈空挺隊のあげた成果を活かすことができなかった。第6航空軍司令官の菅原は作戦について、「後続を為さず、又我方も徳之島の利用等に歩を進めず、洵（まこと）に惜しきことなり、尻切れトンボなり。引続く特攻隊の投入、天候関係など、何れも意に委せず、之また遺憾なり」と評している。
出撃した特攻機の中には、桜花部隊としては第1回目の野中隊に次ぐ規模となった第9桜花神雷部隊12機も含まれていた。日本海軍の期待も大きく、豊田副武海軍総司令長官が自ら別杯の酒を注ぎ出撃を見送り、その様子は日本ニュースでも放映されたが、スコールに見舞われ、多くの機が桜花を射出することもなく引き返している。
他の特攻機の多くも桜花同様に天候不良により引き返しており、沖縄に突入した機は限られた数となったが、輸送駆逐艦ベイツと中型揚陸艦LSM-135を撃沈、掃海駆逐艦バトラー、輸送駆逐艦ローパー・フォレスト、駆潜艇PC-1603、掃海艦スペクタクルに再起不能となる損傷を与えた。

### 菊水八号作戦
「菊水八号作戦」・「第九次航空総攻撃」（5月28日 - 29日）

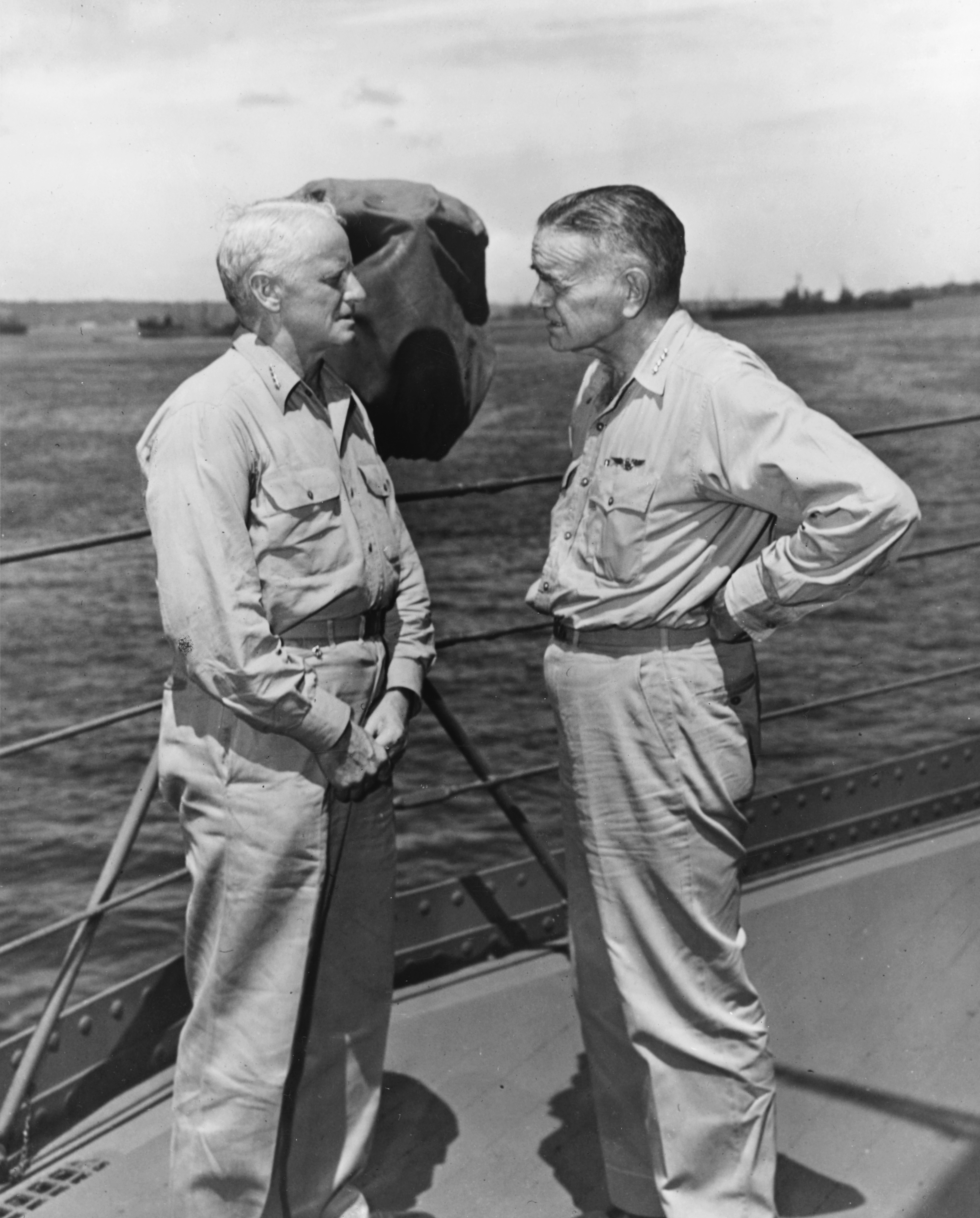
チェスター・ニミッツとウィリアム・ハルゼー

28日、「菊水八号作戦」と「第九次航空総攻撃」が発令される。26日から28日にかけて、海軍は作戦機217機、うち特攻機51機を投入した。陸軍は作戦機71機、うち特攻機57機を投入した。
この頃、太平洋艦隊司令 チェスター・ニミッツ元帥は、第5艦隊司令のスプルーアンスとその配下の第58任務部隊のミッチャーが、今までの激戦で非常な緊張状態にあり、疲労による指揮能力低下を懸念してウィリアム・ハルゼー提督とジョン・S・マケイン・シニア中将に作戦途中ながら異例の指揮官交代を命じている。艦隊指揮官交代に伴い、第5艦隊は第3艦隊に、第58任務部隊は第38任務部隊に改称した。
交代のために申し継ぎをしていたハルゼーの幕僚らは、スプルーアンスの幕僚がやつれ果てているのを見てショックを受けている。ただスプルーアンス自身は元気で穏やかな顔をしていたが、これは痩せ我慢であり、戦後にスプルーアンスはこの時のことを妻に対して「私の胃がきりきりと痛んでいたことは誰も知らなかった。」と振り返っている。
航空戦力が欠乏していた日本海軍は、海軍記念日の5月27日に2隊合計13機の練習機白菊を鹿屋と串良から夜間出撃させている。夜間に出撃した白菊隊は28日の黎明に、レーダーピケット任務の駆逐艦ドレクスラーに攻撃をかけた。戦闘機の迎撃を掻い潜った1機の白菊はドレクスラーと僚艦の対空砲火で、2隻の間に墜落したように見えたが、巧みな操縦で体勢を立て直すと、狙ったように艦の中央に突入した。これでドレクスラーは大火災を起こし、航行不能となり海上に停止してしまったため、2機目の白菊のよい目標となり、艦橋に突入された。ドレクスラーは2機目の白菊が命中してわずか50秒で転覆したため、乗組員の多くが脱出する暇もなくそのまま艦と運命を共にし、戦死者・行方不明者は168名に達した。
また、翌5月29日の0：13の深夜にシュブリック (駆逐艦)に低空飛行で接近してきた特攻機が命中し、シュブリックを大破炎上させた。シュブリックは修理不能と判定され、そのままスクラップ行きとなった。アメリカ軍の公式記録では、双発機による特攻となっているが、この時間に沖縄に出撃していた特攻機は、串良飛行場を5月28日19時13分～19分に出撃した徳島第3白菊隊の5機以外になく、これも白菊の戦果と思われる。敵機の迎撃を受ければひとたまりもないという評価を受けていた白菊は、夜間攻撃という苦肉の策に投入されながらも、第5航空艦隊司令部の低い期待度とは裏腹に戦果を挙げるようになった。

他にも3隻の駆逐艦と1隻の上陸支援艇と4隻の輸送艦を撃破している。この後の5月28日、陸軍の第6航空軍が連合艦隊司令長官の指揮下から外れた。

### 菊水九号作戦
「菊水九号作戦」・「第十次航空総攻撃」（6月3日 - 7日）

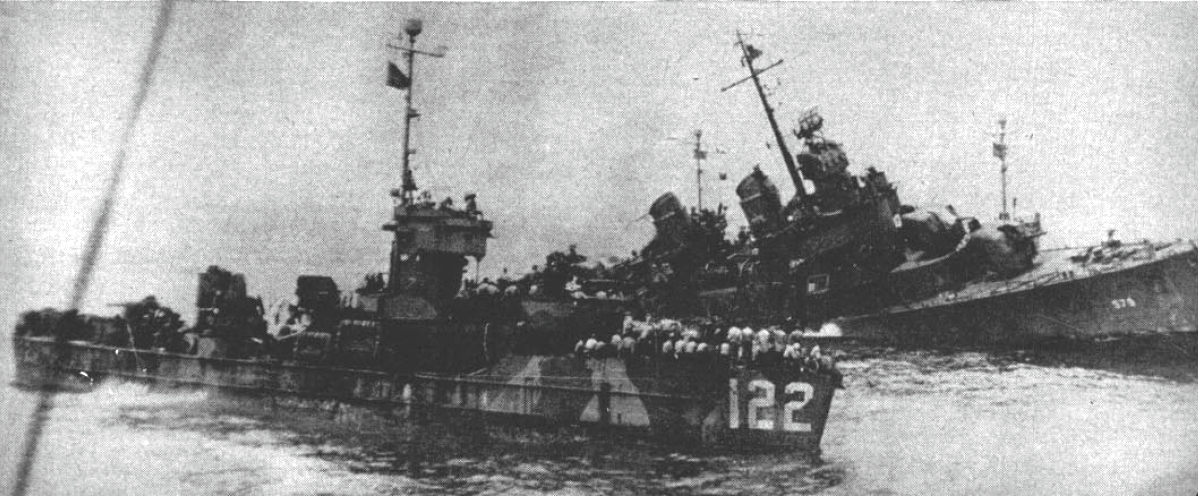
沈没寸前の駆逐艦ウィリアム・D・ポーターから乗組員を救出する上陸支援艇LCS-122

1945年6月に入って、沖縄本島では既に第32軍が首里を放棄し、南部に撤退し持久戦体制をとったが、すでに帰趨は明らかで、軍中央は来たるべき決号作戦の準備に注力するようになっていた。第5航空艦隊と第3航空艦隊も700機の作戦機（内570機稼働）を保有していたが、決号作戦での対機動部隊温存戦力を控除すれば、今までの消耗もあり、沖縄に特攻で投入できる機数は夜間攻撃で毎日10機程度に過ぎなくなっていた。
そのような状況下で3日、「菊水九号作戦」と「第十次航空総攻撃」が発令された。1日から7日にかけて、海軍は作戦機367機、うち特攻機23機を投入し、陸軍は作戦機71機、うち特攻機31機を投入した。しかし、梅雨期で天候不順の日が多く、出撃しても引き返す機が増えて戦果はなかなか上がらなかった。
重巡ルイビルはフィリピンで特攻により、座乗していたセオドア・エドソン・チャンドラー少将が戦死するなど大きな損害を受けてアメリカ本土で修理を受け、5月28日にハルゼーらの幕僚を乗せて沖縄に到着し艦隊に復帰していたが、6月5日に再度特攻機が命中、ボフォース 40mm機関砲の機関砲座と水上機用カタパルトが破壊され、煙突をなぎ倒し、9名が戦死37名が負傷した。ルイビルは再び修理のために後退し、終戦時も修理中であった。同日、戦艦ミシシッピにも陸軍一式戦が命中したが、損傷は軽微でそのまま任務を継続している。6月6日には護衛空母ナトマ・ベイに零戦が250㎏爆弾を投下し、そのまま飛行甲板に突入したが、この頃になるとアメリカ軍のダメージコントロールも格段に進歩しており、艦載機に引火した火災はまもなく消し止められ、死傷者は5名に収まった。しかし、ルイビル同様に修理のためにアメリカ本土に後退し終戦時には修理が完了していなかった。
6月10日、ウィリアム・D・ポーターを狙った99式艦上爆撃機は、命中することができず、至近の海面に墜落して搭載爆弾が爆発したが、その衝撃でウィリアム・D・ポーターは後部機械室舷側から浸水し、3時間かけて次第に艦が傾斜し最後には転覆して沈没した。特攻機が直撃せずに沈没した珍しいケースとなったが、非常に緩やかに沈没した為、乗組員は全員救助され死者は出なかった（負傷者61名）。
この頃になると、日本軍の特攻出撃数の減少とアメリカ軍の特攻対策の強化により、特攻によるアメリカ軍の損害は激減しており、ニミッツは「カミカゼの脅威を自信をもってはね返すところまで来ていた」と自信を深めている。

### 菊水十号作戦
「菊水十号作戦」・「第十一次航空総攻撃」（6月21日 - 22日）

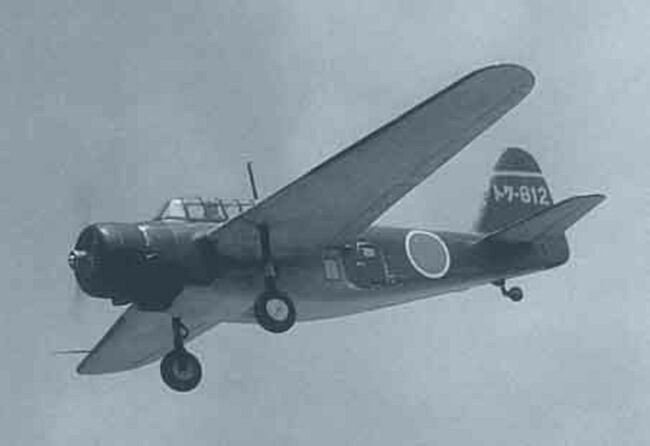
アメリカ軍のデコイ艦隊を全滅させた練習機白菊

23日、牛島が自決し、沖縄本島での日本軍の組織的抵抗は終わった。大規模な特攻作戦も、21日に発令された「菊水十号作戦」と「第十一次航空総攻撃」が最後となった。16日から22日にかけて、海軍は作戦機271機、うち特攻機67機を投入し、28機の特攻機が未帰還となった。6月16日にはトゥィッグス (駆逐艦)に日本機（アメリカ軍公式記録ではJudyこと彗星）が魚雷を直接投下し命中させた後そのまま体当たりした。弾薬庫が誘爆したため、わずか30分で沈没し艦長のジョージ・フィリップ中佐以下126名のアメリカ兵が戦死した。
6月22日にはカーティスに陸軍特攻第26振武隊の四式戦「疾風」が命中し大破、15時間以上も火災が鎮火せず、戦死者41名、負傷者28名が生じた。同日にアメリカ軍は、菊水7号作戦で大破し修理不能であった輸送駆逐艦バリーを、2隻の中型揚陸艦に曳航させデコイとして特攻機を引き付けるという策を講じた。アメリカ軍の目論見通り、デコイ艦隊を練習機「白菊」6機が攻撃、バリーは沈没したが、曳航していたLSM-59も巻添えで白菊の特攻により沈没し2名の戦死者と8名の負傷者が生じ、 LSM-213も大破し戦死者3名と負傷者10名の損害を被ることとなった。これが日本軍の菊水作戦での最後の戦果となった。

### その後

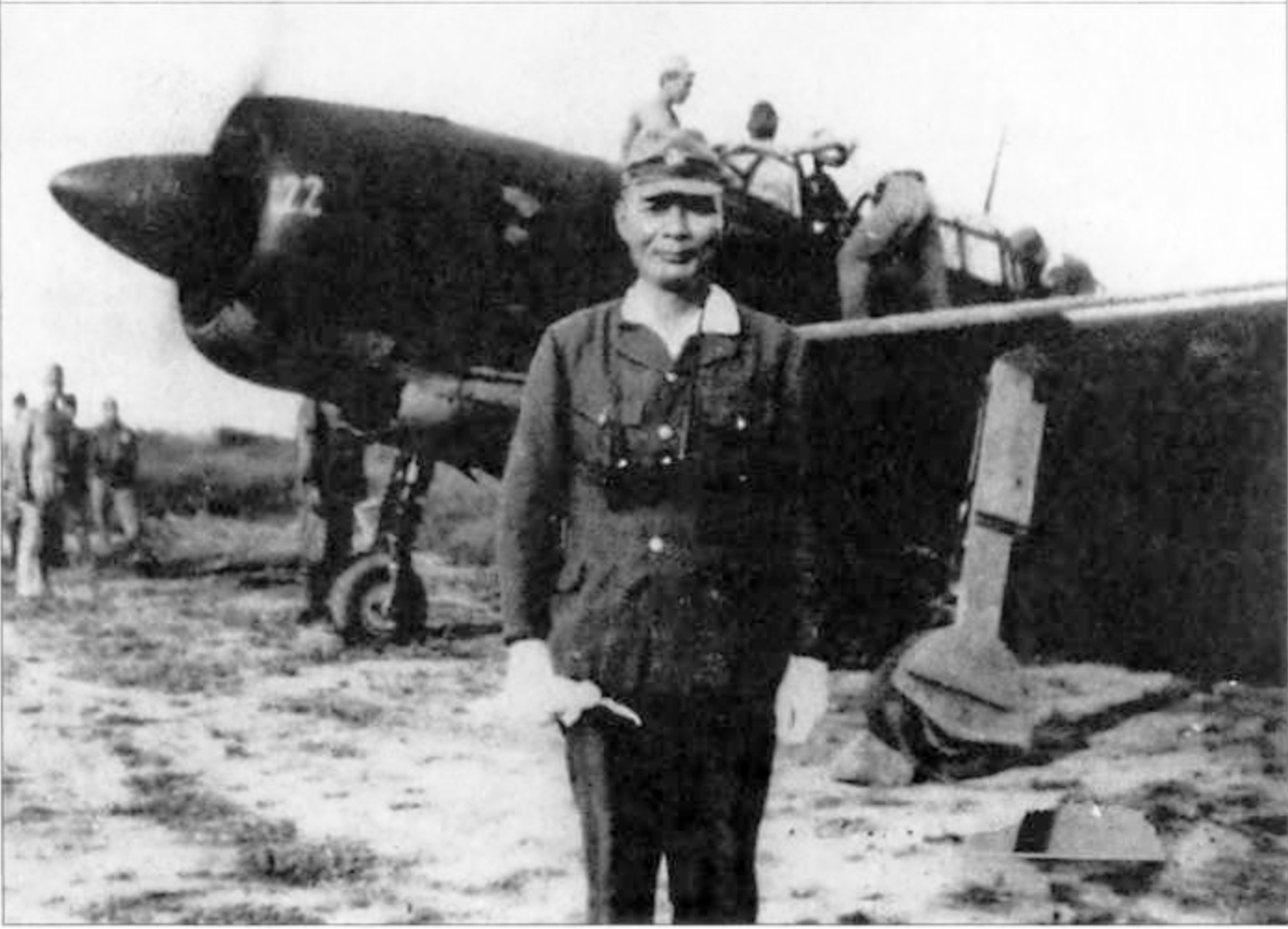
出撃直前の宇垣纏中将

沖縄戦の終了によって菊水作戦も終了し、日本軍は九州に侵攻してくる連合軍に備えて戦力温存していたが、沖縄周辺や日本本土近海に接近する連合軍艦艇に対して、散発的に特攻や通常航空攻撃をおこなっていた。7月29日、海軍の93式中間練習機「赤とんぼ」で編成された神風特別攻撃隊「龍虎隊」による攻撃で駆逐艦キャラハンが撃沈された。これが特攻によって撃沈された最後の艦となった。
終戦の日3日前の8月12日夜半には、沖縄本島の中城湾（陥落後、アメリカ軍によって「バックナー湾」と名付けられていた）に停泊していた戦艦ペンシルベニアが、鹿児島県・串良基地から出撃した第五航空艦隊指揮下の第931海軍航空隊・攻撃第251飛行隊所属の艦上攻撃機「天山」4機からなる夜間雷撃隊による夜間雷撃を受け、そのうちの1機が発射した航空魚雷1本が艦尾付近に命中して浸水・大破した。

8月15日、菊水作戦を指揮した宇垣は、終戦の玉音放送を聴いた後に「最後の特攻」と称して操縦員2人と共に艦上爆撃機「彗星四三型」に飛び乗り出撃、沖縄諸島方面で戦死した。

## 戦果
菊水作戦とともに実施された航空作戦の戦果との合算。

### 菊水一号作戦
撃沈 
| 沈没日       | 艦名                 | 艦種       | 戦死者 | 負傷者 |
| ------------ | -------------------- | ---------- | ------ | ------ |
| 1945年4月6日 | ブッシュ             | 駆逐艦     | 94     | 32     |
| 1945年4月6日 | コルホーン           | 駆逐艦     | 35     | 21     |
| 1945年4月6日 | エモンズ             | 掃海駆逐艦 | 64     | 71     |
| 1945年4月6日 | ホッブス・ビクトリー | 弾薬輸送船 | 13     | 2      |
| 1945年4月6日 | ローガン・ビクトリー | 弾薬輸送船 | 15     | 9      |
| 1945年4月7日 | LST-447              | 戦車揚陸艦 | 5      | 17     |
| 合計         | 6隻                  |            | 226    | 152    |

撃破
- 正規空母ハンコック
- 正規空母エンタープライズ
- 軽空母サン・ジャシント
- 戦艦メリーランド
- 戦艦ミズーリ
- 被害甚大のためアメリカ本土回航後除籍となった艦[121]、ロイツェ（駆逐艦）、ニューコム（駆逐艦）、ウィッター (掃海駆逐艦)（英語版）、モリス (駆逐艦)（英語版）
- 大破したため、終戦まで戦線復帰できなかった艦[122]、キッド (駆逐艦)、ハワース (駆逐艦)（英語版）、マラニー（駆逐艦）、ハイマン (駆逐艦)（英語版）、ヘインズワース (駆逐艦)（英語版）
- 合計37隻　戦艦2隻　正規空母2隻　軽空母1隻　駆逐艦24隻　掃海艦4隻　哨戒艇3隻　上陸支援艇1隻
- 戦死300名　負傷556名（撃沈艦との合計　戦死526名　負傷708名　死傷合計1,234名）

損失
特攻機
- 日本海軍機　230機
- 日本陸軍機　125機

### 菊水二号作戦
撃沈 
| 沈没日        | 艦名                  | 艦種       | 戦死者 | 負傷者 |
| ------------- | --------------------- | ---------- | ------ | ------ |
| 1945年4月12日 | マナート・L・エベール | 駆逐艦     | 82     | 32     |
| 1945年4月12日 | LCS-36                | 上陸支援艇 | 4      | 2      |
| 合計          | 2隻                   |            | 86     | 34     |

撃破
- 戦艦アイダホ
- 戦艦テネシー
- 戦艦ニューヨーク
- 被害甚大のためアメリカ本土回航後除籍となった艦[121]、スタンリー（駆逐艦）
- 大破したため、終戦まで戦線復帰できなかった艦[124][125]、パーディ (駆逐艦)（英語版） 、シグズピー (駆逐艦)（英語版） 、 ゼラース (駆逐艦)（英語版）、ロール (護衛駆逐艦)（英語版）、ホワイトハースト (輸送駆逐艦)（英語版）、リンゼー (掃海駆逐艦)（英語版）
- 合計22隻　戦艦3隻　駆逐艦15隻　掃海艦1隻　中型揚陸艦1隻　上陸支援艇1隻　輸送艦1隻
- 戦死204名　負傷495名（撃沈艦との合計　戦死290名　負傷529名　死傷者合計819名）

損失
特攻機
- 日本海軍機　125機
- 日本陸軍機　60機

### 菊水三号作戦
撃沈 
| 沈没日        | 艦名       | 艦種   | 戦死者 | 負傷者 |
| ------------- | ---------- | ------ | ------ | ------ |
| 1945年4月16日 | プリングル | 駆逐艦 | 76     | 120    |
| 合計          | 1隻        |        | 76     | 120    |

撃破
- 正規空母イントレピッド
- 戦艦ミズーリ
- 被害甚大のためアメリカ本土回航後除籍となった艦[121]、ハーディング (掃海駆逐艦)（英語版）
- 大破したため、終戦まで戦線復帰できなかった艦[124][125]、ラフィー、ブライアント (駆逐艦)（英語版）、ボワーズ (護衛駆逐艦)（英語版）
- 合計14隻　戦艦1隻　正規空母1隻　駆逐艦8隻　上陸支援艇2隻　歩兵揚陸艇1隻　タンカー1隻
- 戦死170名　負傷339名（撃沈艦との合計　戦死246名　負傷459名　死傷者合計705名）

損失
特攻機
- 日本海軍機　120機
- 日本陸軍機　45機

### 菊水四号作戦
撃沈 
| 沈没日        | 艦名               | 艦種       | 戦死者 | 負傷者 |
| ------------- | ------------------ | ---------- | ------ | ------ |
| 1945年4月22日 | スワロー (掃海艦)  | 掃海艦     | 2      | 9      |
| 1945年4月22日 | LCS-15             | 上陸支援艇 | 15     | 11     |
| 1945年4月27日 | カナダ・ビクトリー | 弾薬輸送艦 | 3      | 5      |
| 合計          | 3隻                |            | 20     | 25     |

撃破
- 軽空母バターン
- 被害甚大のためアメリカ本土回航後除籍となった艦、 ハガード (駆逐艦)（英語版）[126]
- 大破したため、終戦まで戦線復帰できなかった艦[124][125]、ヘイゼルウッド、イシャーウッド、テラー (機雷敷設艦)（英語版） 、コンフォート（病院船）、 ピンクニー (傷病者輸送艦)（英語版）
- 合計20隻　軽空母1隻　駆逐艦13隻　機雷敷設艦1隻　掃海艇1隻　病院船1隻　歩兵揚陸艇1隻　輸送艦2隻
- 戦死229名　負傷403名（撃沈艦との合計　戦死249名　負傷428名　死傷者合計677名）

損失
特攻機
- 日本海軍機　65機
- 日本陸軍機　50機

### 菊水五号作戦
撃沈 
| 沈没日       | 艦名           | 艦種       | 戦死者 | 負傷者 |
| ------------ | -------------- | ---------- | ------ | ------ |
| 1945年5月3日 | リトル         | 駆逐艦     | 30     | 79     |
| 1945年5月4日 | LSM(R)-195     | 中型揚陸艦 | 8      | 16     |
| 1945年5月4日 | モリソン       | 駆逐艦     | 152    | 102    |
| 1945年5月4日 | ルース         | 駆逐艦     | 150    | 94     |
| 1945年5月4日 | LSM(R)-190     | 中型揚陸艦 | 13     | 18     |
| 1945年5月4日 | LSM(R)-194     | 中型揚陸艦 | 13     | 23     |
| 1945年5月9日 | オバーレンダー | 護衛駆逐艦 | 54     | 51     |
| 合計         | 7隻            |            | 420    | 383    |

撃破
- 正規空母フォーミダブル
- 正規空母インドミタブル
- 正規空母ヴィクトリアス
- 戦艦アイダホ
- 軽巡洋艦バーミングハム（大破したため、終戦まで戦線復帰できず）
- セント・ジョージ (水上機母艦)
- 被害甚大のためアメリカ本土回航後除籍となった艦、サンガモン(護衛空母） [127]アーロン・ワード (掃海駆逐艦)（英語版） [128]イングランド (護衛駆逐艦) [129]
- 大破したため、終戦まで戦線復帰できなかった艦[124][125]、イングラハム (駆逐艦)、 マコーム (駆逐艦)、シェイ (掃海駆逐艦)（英語版）
- 合計25隻　戦艦1隻　正規空母3隻　護衛空母1隻　軽巡洋艦1隻　水上機母艦1隻　駆逐艦11隻　掃海艇1隻　中型揚陸艦1隻　上陸支援艇2隻　測量船1隻　輸送艦2隻
- 戦死253名　負傷582名（撃沈艦との合計　戦死673名　負傷965名　死傷者合計1,638名）

損失
特攻機
- 日本海軍機　75機
- 日本陸軍機　50機

### 菊水六号作戦
撃沈
なし
撃破
- 正規空母バンカーヒル（大破したため、終戦まで戦線復帰できず）
- 正規空母エンタープライズ（大破したため、終戦まで戦線復帰できず）
- 戦艦 ニューメキシコ
- 被害甚大のためアメリカ本土回航後除籍となった艦、 ヒュー・W・ハドレイ (駆逐艦) [130]、エヴァンズ (DD-552) [131]、 チェース (掃海駆逐艦)（英語版） [132] 、サッチャー (DD-514)[133]
- 大破したため、終戦まで戦線復帰できなかった艦[124][125] バッチ (駆逐艦)、ダグラス・H・フォックス (駆逐艦)（英語版）
- 合計19隻　戦艦1隻　正規空母2隻　駆逐艦11隻　戦車揚陸艦1隻　上陸支援艇2隻　輸送艦2隻
- 戦死612名　負傷741名（死傷者合計1,353名）

損失
特攻機
- 日本海軍機　70機
- 日本陸軍機　80機

### 菊水七号作戦
撃沈 
| 沈没日        | 艦名                | 艦種       | 戦死者 | 負傷者 |
| ------------- | ------------------- | ---------- | ------ | ------ |
| 1945年5月25日 | ベイツ (輸送駆逐艦) | 輸送駆逐艦 | 21     | 35     |
| 1945年5月25日 | LSM-135             | 中型揚陸艦 | 11     | 10     |
| 合計          | 2隻                 |            | 32     | 45     |

撃破
- 被害甚大のためアメリカ本土回航後除籍となった艦、 バトラー (掃海駆逐艦)（英語版）[134]、ローパー (輸送駆逐艦)（英語版）[135]、フォレスト (掃海駆逐艦)（英語版） [136]、スペクタクル (掃海艦)（英語版）[137]、PC1603 （英語版）[138]
- 大破したため、終戦まで戦線復帰できなかった艦[124][125]、ストームズ (駆逐艦)（英語版）、ブレイン (DD-630)、レッドナー (輸送駆逐艦)（英語版）
- 合計21隻　駆逐艦14隻　駆潜艇1隻　掃海艇1隻　測量船1隻　上陸支援艇3隻　輸送艦1隻
- 戦死153名　負傷242名（撃沈艦との合計　戦死185名　負傷287名　死傷者合計472名）

損失
特攻機
- 日本海軍機　35機
- 日本陸軍機　100機

### 菊水八号作戦
撃沈 
| 沈没日        | 艦名         | 艦種   | 戦死者 | 負傷者 |
| ------------- | ------------ | ------ | ------ | ------ |
| 1945年5月28日 | ドレクスラー | 駆逐艦 | 168    | 52     |
| 合計          | 1隻          |        | 168    | 52     |

撃破
- 被害甚大のためアメリカ本土回航後除籍となった艦、 シュブリック (駆逐艦)（英語版）[139]
- 大破したため、終戦まで戦線復帰できなかった艦、サンドバル（攻撃輸送艦） （英語版）[140]
- 合計8隻　駆逐艦3隻　上陸支援艇1隻　攻撃輸送艦1隻　輸送艦3隻
- 戦死69名　負傷122名（撃沈艦との合計　戦死237名　負傷174名　死傷者合計411名）

損失
特攻機
- 日本海軍機　60機
- 日本陸軍機　50機

### 菊水九号作戦
撃沈 
| 沈没日        | 艦名                    | 艦種   | 戦死者 | 負傷者 |
| ------------- | ----------------------- | ------ | ------ | ------ |
| 1945年6月10日 | ウィリアム・D・ポーター | 駆逐艦 | 0      | 61     |
| 合計          | 1隻                     |        | 0      | 61     |

撃破
- 戦艦ミシシッピ
- 重巡洋艦ルイビル
- 護衛空母ナトマ・ベイ
- 被害甚大のためアメリカ本土回航後除籍となった艦、  ウィリアム・ディッター (掃海駆逐艦)（英語版）[141]
- 合計10隻　戦艦1隻　重巡洋艦1隻　護衛空母1隻　駆逐艦3隻　上陸支援艇1隻　歩兵揚陸艇1隻　輸送艦1隻
- 戦死32名　負傷191名（撃沈艦との合計　戦死32名　負傷252名　死傷者合計284名）

損失
特攻機
- 日本海軍機　20機
- 日本陸軍機　55機

### 菊水十号作戦
撃沈 
| 沈没日        | 艦名                  | 艦種       | 戦死者 | 負傷者 |
| ------------- | --------------------- | ---------- | ------ | ------ |
| 1945年6月16日 | トゥィッグス (駆逐艦) | 駆逐艦     | 193    | 34     |
| 1945年6月21日 | バリー                | 輸送駆逐艦 | 0      | 0      |
| 1945年6月21日 | LSM-59                | 中型揚陸艦 | 2      | 8      |
| 合計          | 3隻                   |            | 195    | 42     |

撃破
- カーティス
- ケネス・ホィッティング
- 被害甚大のため除籍となった艦、 LSM-213（中型揚陸艦）[116]
- 合計7隻　水上機母艦2隻　駆逐艦3隻　戦車揚陸艦1隻　中型揚陸艦1隻
- 戦死51名　負傷108名（撃沈艦との合計　戦死246名　負傷150名　死傷者合計396名）

損失
特攻機
- 日本海軍機　30機
- 日本陸軍機　15機

## 影響
沖縄諸島周辺での特攻作戦において、海軍機は940機、陸軍機は887機が特攻を実施し、海軍では2,045名、陸軍では1,022名が特攻により戦死した。そのうち133機が命中、122機が至近弾となり、アメリカ軍の艦艇36隻を撃沈し、主力艦艇の多数を損傷させた。菊水作戦によるアメリカ軍の戦死者は4,907名、負傷者は4,824名に上った。イギリス軍とオランダ軍にも数百名の死傷者が出ている。第二次世界大戦におけるアメリカ海軍の艦艇の喪失の7分の1は沖縄諸島周辺海域におけるものであり、その8割は特攻による戦果である。
レーダーピケット艦や早期警戒の小型艦が常に特攻機の攻撃目標となり損害が集中したが、沖縄作戦中レーダーピケットラインは有効に機能した。しかしその代償も大きく、沖縄戦中にアメリカ海軍は駆逐艦16隻を沈められ、18隻が再起不能の損傷を受けて除籍される甚大な損害を被ったが、その中で、レーダーピケットライン専門部隊であった第51.5任務部隊の損害が最も大きく、11隻の駆逐艦と付属艦5隻の計16隻が沈没、50隻が損傷し、水兵1,348人が戦死、1,586人が負傷した。これは第51.5任務部隊でピケット任務に就いていた駆逐艦のうち42％が沈没もしくは損傷するといった甚大な損害であった。レーダーピケット艦は文字通り自らを犠牲にして主力艦隊や輸送艦隊を特攻から守り切った。その働きぶりはアメリカ海軍より「光輝ある我が海軍の歴史の中で、これほど微力な部隊が、これほど長い期間、これほど優秀な敵の攻撃を受けながら、これほど大きく全体の為に寄与したことは無い」と賞されている。結局、特攻機は何度もレーダーピケット艦に対する攻撃に集中し、大破して沈没寸前の艦にまで執拗に体当たりを繰り返した。特にレーダーピケットラインの中枢で、「ブリキ缶」「スモールボーイ」などの俗称で呼ばれていた駆逐艦の損害は大きく、「まるで射的場の標的の様な形で沖縄本島の沖合に（駆逐艦が）配置されている」と皮肉を言われたが、日本軍は菊水作戦中に巡洋艦以上の大型艦を撃沈することはできなかった。
それでもレーダーピケットラインや警戒艦を突破した特攻機が、高速空母隊や主力艦隊・輸送艦隊に攻撃することもあり、空母ハンコックやイントレピッドやバンカーヒルやエンタープライズなどに、深刻な損傷と大きな人的被害を被らせて戦線離脱に追い込んだり、弾薬を満載した弾薬輸送船を一度に2隻沈めて、沖縄に上陸した 第10軍を一時的に弾薬不足に陥らせている。。
その甚大な損害を見てアメリカ軍は「十分な訓練も受けていないパイロットが旧式機を操縦しても、集団特攻攻撃が水上艦艇にとって非常に危険であることが沖縄戦で証明された。終戦時でさえ、日本本土に接近する侵攻部隊に対し、日本空軍が特攻攻撃によって重大な損害を与える能力を有していた事は明白である。」「連合軍の空軍がカミカゼを上空から一掃し、連合軍の橋頭堡や沖合の艦船に近づかない様にできたかについては、永遠に回答は出ないだろう、終戦時の日本軍の空軍力を見れば連合軍の仕事は生易しいものではなかったと思われる」と評価し、ダウンフォール作戦が開始され日本本土決戦となった場合、特攻機による撃沈破艦が約1,000隻に達すると分析していた。
一方日本軍も、菊水作戦によりアメリカ軍に対抗可能な戦術は唯一特攻であるとの認識となり、本土決戦の方針を定めた「今後採ルヘキ戦争指導ノ基本大綱」において、特攻を主戦術として本土決戦を戦う方針を示されている。軍令部豊田副武総長は「敵全滅は不能とするも約半数に近きものは、水際到達前に撃破し得るの算ありと信ず」と本土に侵攻してくる連合軍を半減できるとの見通しを示している。豊田の見通しに基づき「敵予想戦力、13個師団、輸送船1,500隻。その半数である750隻を海上で撃滅する。」という「決号作戦に於ける海軍作戦計画大綱」が定められたが、その手段は、1945年7月13日の海軍総司令長官名で出された指示「敵の本土来攻の初動においてなるべく至短期間に努めて多くの敵を撃砕し陸上作戦と相俟って敵上陸軍を撃滅す。航空作戦指導の主眼は特攻攻撃に依り敵上陸船団を撃滅するに在り」の通り、特攻となった。